# Mur Berliński

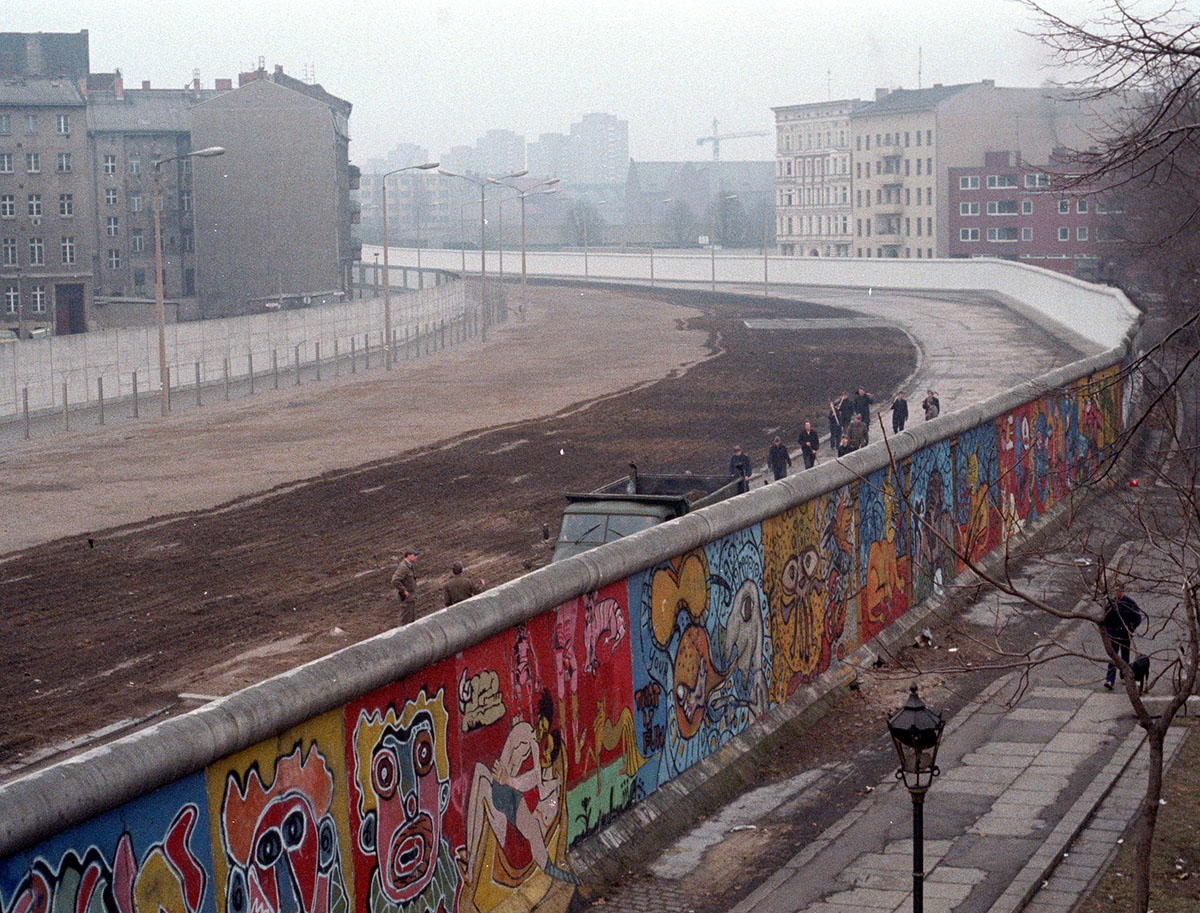
Mur Berliński w okolicy Bethaniendamm (1986)

Mapa zachodniego i wschodniego Berlina, przejść granicznych: drogowych, wodnych i kolejowych oraz dwóch rozdzielonych sieci metra (stan 1989) (mapa interaktywna)

Mur Berliński, również mur berliński (niem. Berliner Mauer) – system umocnień o długości ok. 156 km (betonowy mur, okopy, zapory drutowe, miny). Zwany był również eufemistycznie w języku propagandy NRD – antyfaszystowskim wałem ochronnym (antifaschistischer Schutzwall). Od 13 sierpnia 1961 do 9 listopada 1989 oddzielał Berlin Zachodni od Berlina Wschodniego i NRD.
Był to jeden z symboli zimnej wojny i podziału Niemiec. Podczas prób przedostania się z Berlina przez strzeżoną granicę do Berlina Zachodniego wielu uciekinierów zostało zabitych. Dokładna liczba ofiar jest sporna i niepewna, różne źródła podają od 136 do 239 śmiertelnych przypadków.

## Historia

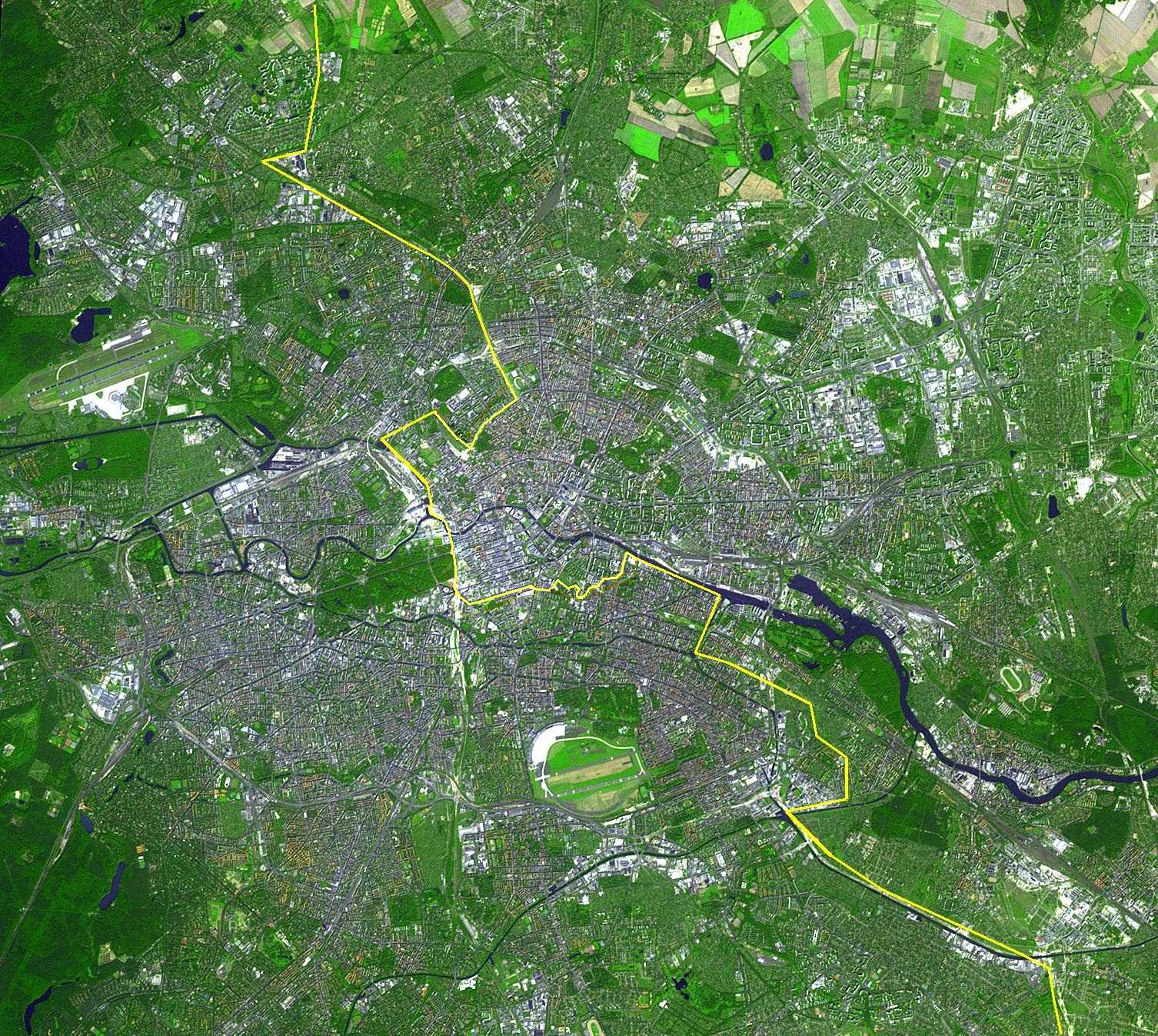
Przebieg Muru Berlińskiego przedstawiony na zdjęciu satelitarnym

### Geneza
Po zakończeniu II wojny światowej w 1945 roku Niemcy, na mocy postanowień konferencji jałtańskiej, podzielone zostały na 4 strefy okupacyjne, administrowane i kontrolowane przez USA, Związek Radziecki, Wielką Brytanię i Francję. Podobnie, na 4 sektory, podzielono również Berlin.
Równocześnie rozpoczęła się zimna wojna pomiędzy Wschodem a Zachodem. Berlin stał się głównym miejscem rozgrywek pomiędzy organizacjami szpiegowskimi obu bloków politycznych. W roku 1948 doszło do pierwszego poważniejszego kryzysu w zimnej wojnie (I kryzys berliński), którego przyczyną była blokada Berlina zastosowana przez ZSRR. 23 maja 1949 roku ustanowiona została konstytucja nowego państwa niemieckiego, powstałego z połączenia trzech zachodnich stref okupacyjnych (Trizonia); we wrześniu na podstawie tej konstytucji utworzono Republikę Federalną Niemiec (RFN), a 7 października tego samego roku Niemiecką Republikę Demokratyczną (NRD). Formalnie Berlin miał status miasta zdemilitaryzowanego, składającego się z czterech sektorów (amerykańskiego, brytyjskiego, francuskiego i radzieckiego) i był niezależny od obu państw niemieckich, co w praktyce nie miało jednak większego znaczenia – Berlin Zachodni miał w przybliżeniu status kraju związkowego Niemiec (posiadał na przykład swoich przedstawicieli w Bundestagu). Berlin Wschodni został ogłoszony – formalnie nielegalnie, gdyż wbrew umowom pomiędzy państwami alianckimi – „stolicą NRD”.
Już latem 1945 zostały wyznaczone linie demarkacyjne między strefami okupacyjnymi. Przy części z nich postawiono również szlabany i biało-żółte pale, a na drzewach pojawiły się kolorowe znaczniki. Do przekroczenia granicy stref potrzebne było odtąd zezwolenie, tylko dla dojeżdżających do pracy i rolników wprowadzono mały ruch graniczny. Z rozkazu Sowieckiej Administracji Wojskowej w Niemczech (SMAD) utworzono w sowieckiej strefie okupacyjnej (niem. Sowjetische Besatzungszone in Deutschland, SBZ) policję graniczną, która rozpoczęła swą służbę 1 grudnia 1946 roku, oraz wydano rozporządzenie w sprawie używania broni palnej. Aby móc podróżować pomiędzy strefami wschodnią i zachodnią trzeba było złożyć podanie o paszport międzystrefowy (niem. Interzonenpass). Pierwsze urządzenia graniczne zbudowane zostały po stronie wschodniej; na obszarach leśnych – drut kolczasty, na transgranicznych ulicach i drogach – bariery.
Od powstania NRD rosła stale liczba jej obywateli emigrujących do RFN. W 1952 r. granica wewnątrzniemiecka została przez NRD zabezpieczona z użyciem płotów, strażników i urządzeń alarmowych. Utworzono pięciokilometrową strefę ochronną, w której poruszać mogły się tylko osoby posiadające specjalne zezwolenie, najczęściej otrzymywali je mieszkańcy terenów przygranicznych. Oprócz tego istniał jeszcze pas ochronny o szerokości 500 metrów, do którego bezpośrednio przylegał 10-metrowy pas kontrolny.
Otwarta pozostała natomiast granica sektorów pomiędzy Berlinem Zachodnim i Berlinem Wschodnim – luka, której nie sposób było kontrolować. W latach 1949–1961 ok. 2,6 mln ludzi opuściło NRD, z tego w samych pierwszych dwóch tygodniach sierpnia 1961 wyemigrowały 47 433 osoby. Również dla wielu Polaków i Czechów Berlin Zachodni stanowił bramę na Zachód. Ponieważ w wielu wypadkach byli to młodzi, wykształceni ludzie, emigracja ta zagrażała podstawom gospodarczym i integralności gospodarki planowej NRD. Ponadto ok. 50 000 obywateli Berlina Wschodniego pracowało w Berlinie Zachodnim jako tzw. osoby regularnie przekraczające granicę (niem. Grenzgänger), mieszkali i żyli oni przy tym na korzystnych cenowo warunkach w Berlinie Wschodnim lub jego okolicy. 4 sierpnia 1961 rozporządzenie wschodnioberlińskiego magistratu zobowiązało te osoby do zarejestrowania się i płacenia czynszu za mieszkania w markach zachodnioniemieckich. Ulice prowadzące z Berlina Wschodniego do Zachodniego oraz środki komunikacji były już przed budową muru dokładnie kontrolowane. Kontrole te miały na celu wykrywanie osób podejrzewanych o chęć ucieczki z NRD, czy też o przemyt. Poza tym wielu mieszkańców Berlina Zachodniego oraz tamże pracujących mieszkańców Berlina Wschodniego nabywało na czarnym rynku po korzystnym kursie (wówczas 1:4) marki wschodnie, by kupować za nie artykuły spożywcze lub nieliczne produkty konsumpcyjne o wysokiej jakości. Osłabiało to dodatkowo gospodarkę planową na wschodniej stronie. Zamknięcie granic przy pomocy muru miało dodatkowo posłużyć decydentom bloku wschodniego do zablokowania tzw. głosowania nogami (niem. Abstimmung mit den Füßen), tzn. ucieczki z „państwa demokracji robotniczo-chłopskiej”.
Rosnący dystans między Wschodem a Zachodem widać było na płaszczyźnie politycznej, np. w ramach zimnej wojny zaczęto grozić podjęciem kroków zbrojnych, prowadzono permanentną wojnę dyplomatyczną, a Zachód nałożył embargo technologiczne „CoCom” na państwa bloku wschodniego. Granica oddzielała już nie tylko dwie części Niemiec, lecz także stanowiła część granicy między RWPG a EWG, oraz między NATO a Układem Warszawskim, a więc między dwoma różnymi polityczno-ideologicznymi, gospodarczymi i kulturowymi, w czasie zimnej wojny oficjalnie wrogo do siebie nastawionymi obozami.

### Budowa muru

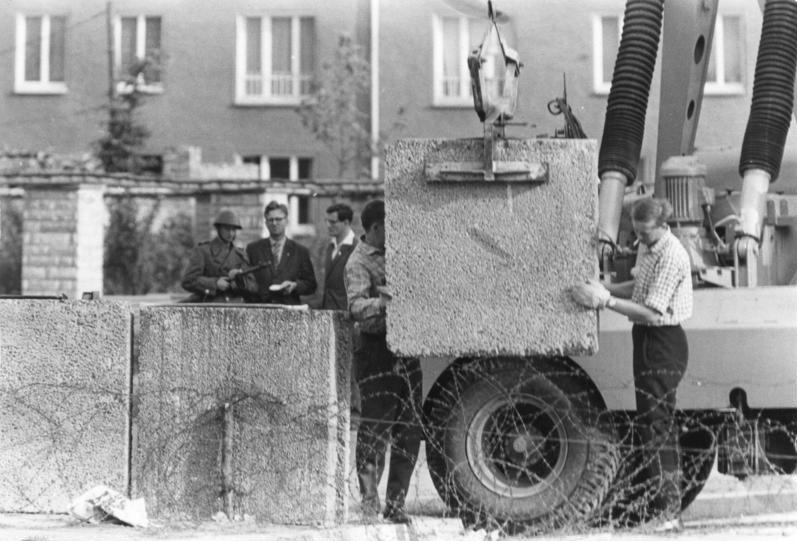
Budowa muru, ustawianie betonowych bloków (1961)

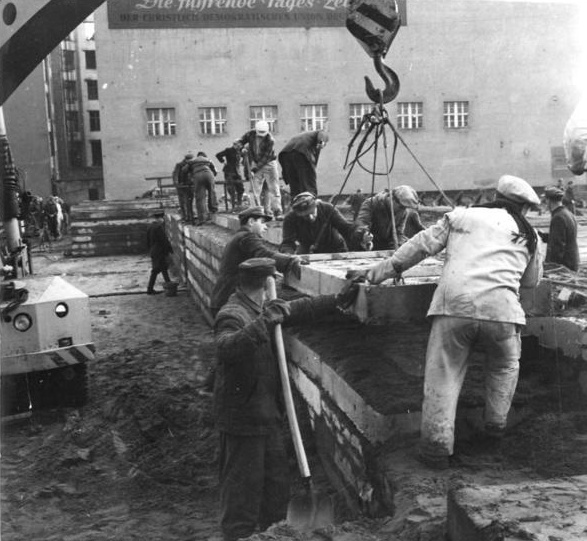
Budowa muru, sierpień 1961

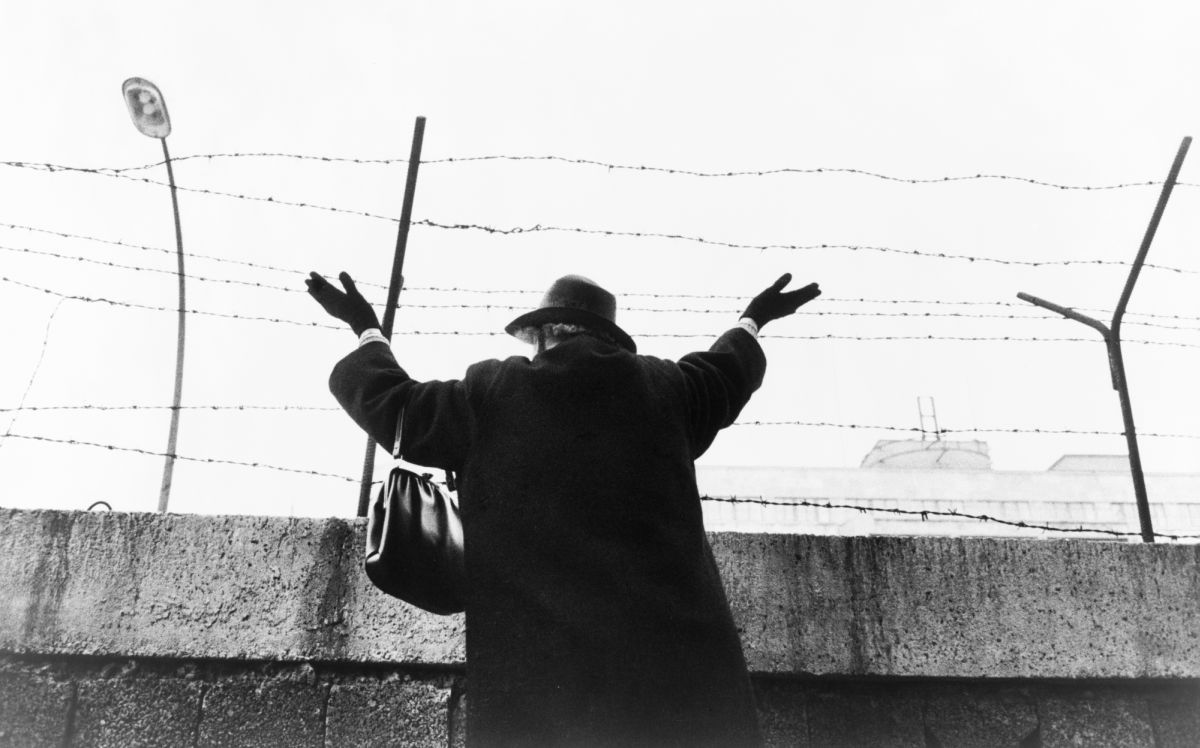
Starsza pani machająca do znajomego w sektorze wschodnim (1961)

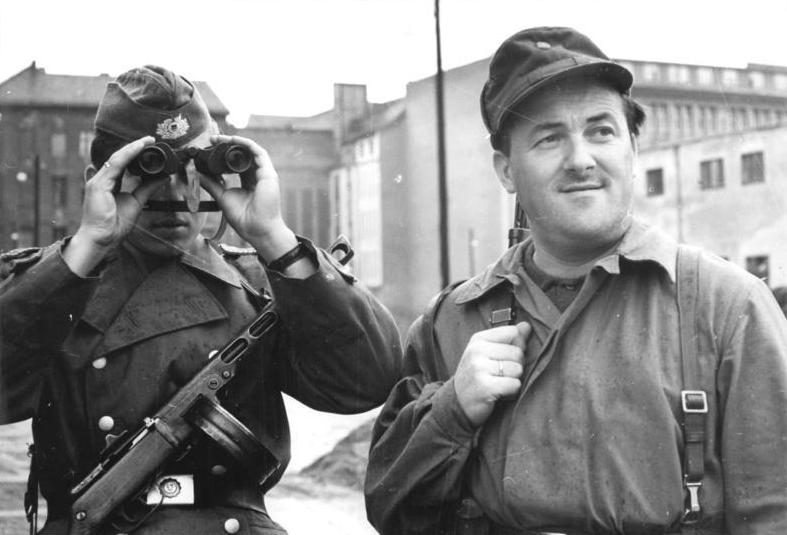
Funkcjonariusz Policji Ludowej i członek Uzbrojonych Oddziałów Robotniczych nadzorujący budowę muru (sierpień 1961)

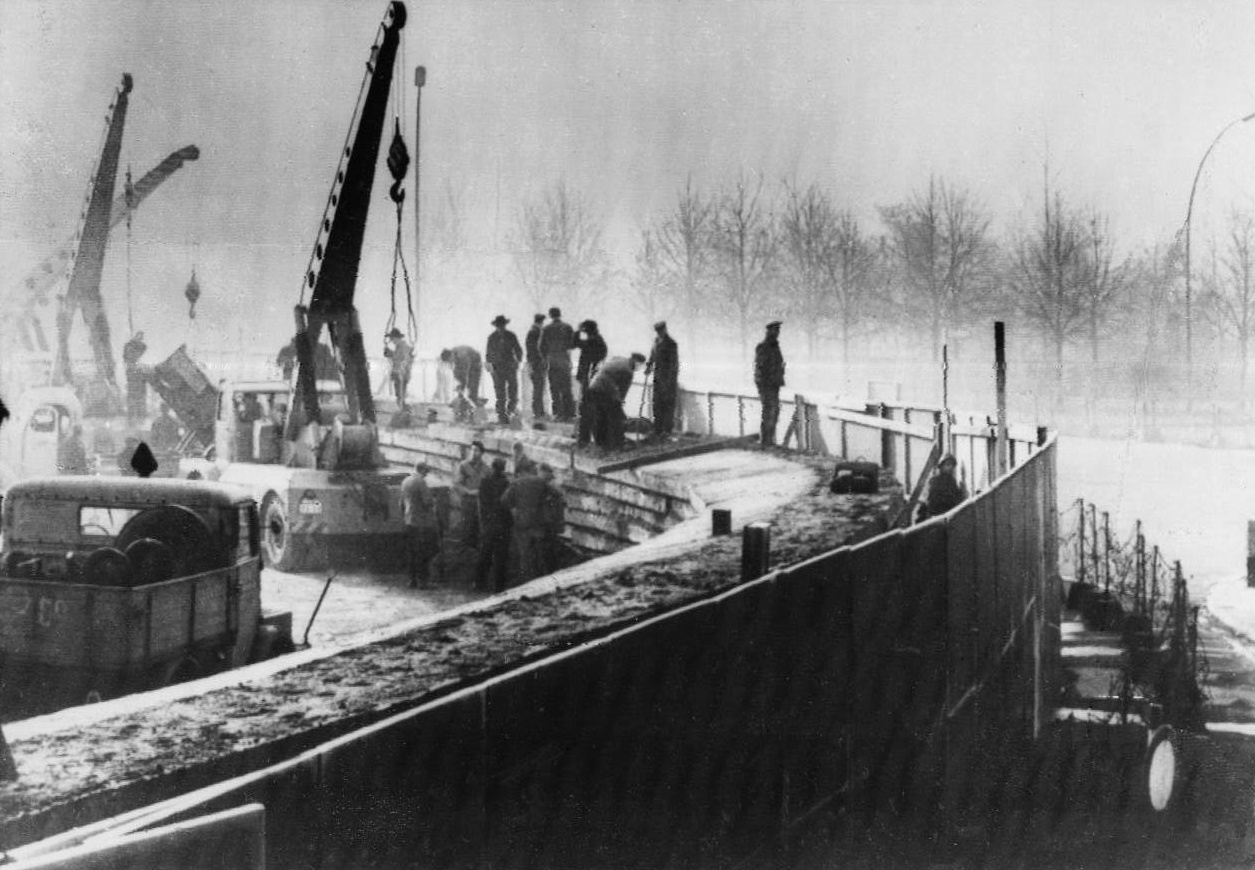
Wschodnioniemieccy robotnicy rozbudowujący mur (20 listopada 1961)

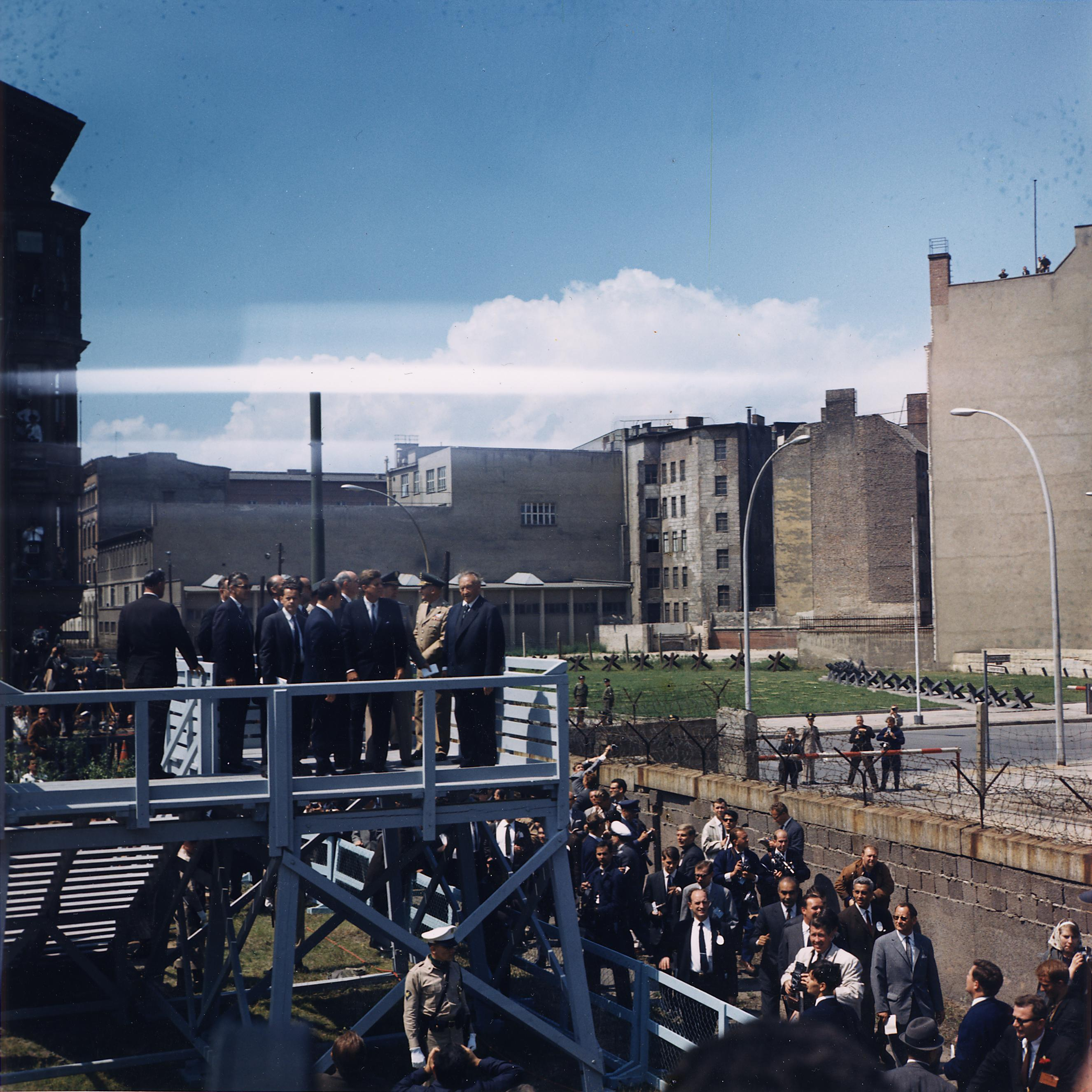
Kennedy i Adenauer przy Checkpoint Charlie przy Murze Berlińskim

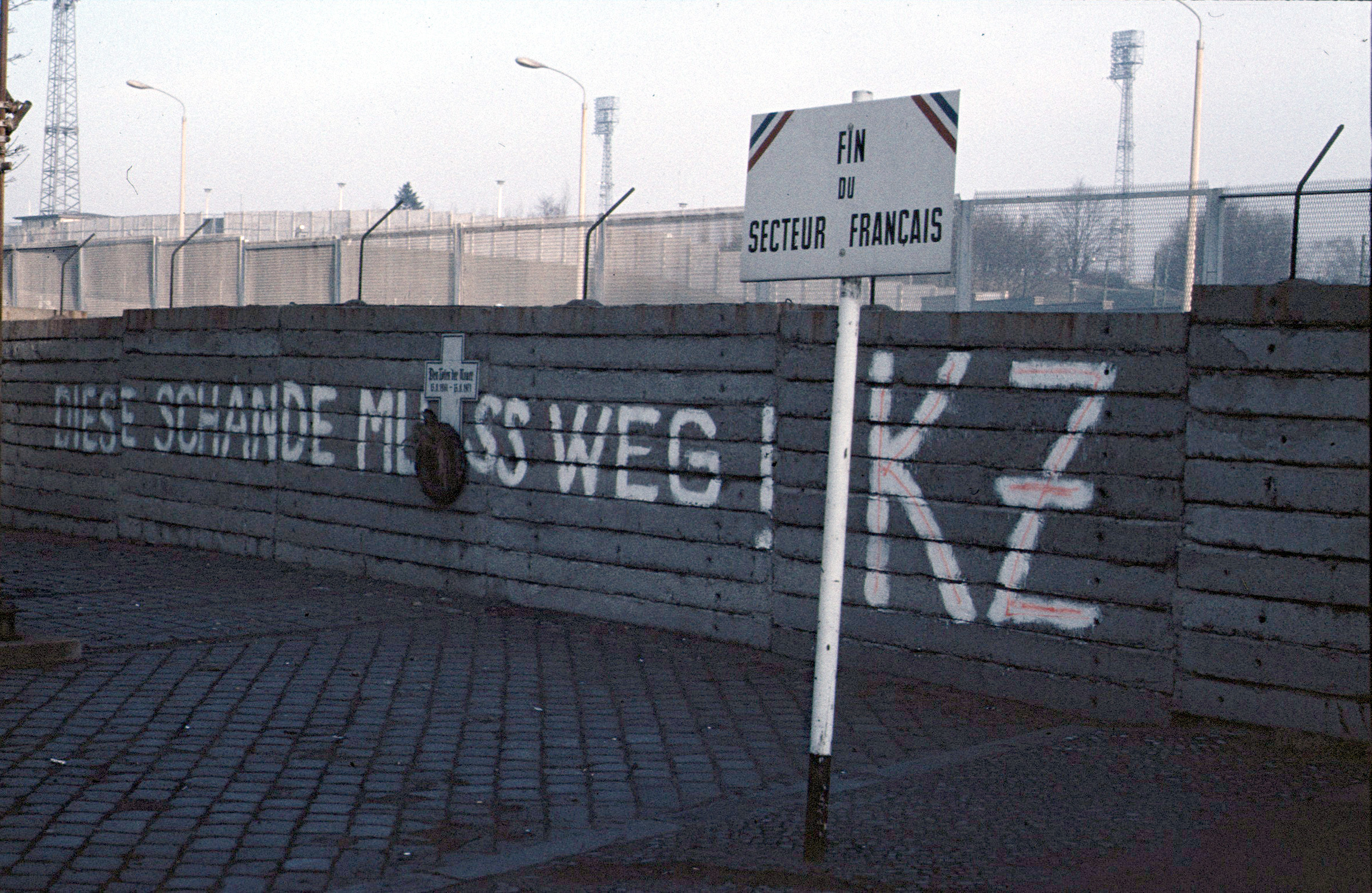
Mur Berliński w latach 70., od strony zachodniej z antykomunistycznym napisem: „Ta hańba musi się skończyć! Obóz koncentracyjny.”

Plan budowy muru w Berlinie był tajemnicą rządu NRD. Robotnicy budowali go na polecenie kierownictwa SED pod nadzorem policji Volkspolizei i żołnierzy Narodowej Armii Ludowej (niem. Nationale Volksarmee, NVA) – wbrew wcześniejszym zapewnieniom przewodniczącego Rady Państwa NRD, Waltera Ulbrichta, który jeszcze 15 czerwca 1961 na konferencji prasowej w Berlinie Wschodnim, na pytanie zachodnioniemieckiej dziennikarki Annamarie Doherr odparł:

Rozumiem Pani pytanie w ten sposób, że w Niemczech Zachodnich są ludzie, którzy chcieliby, aby robotnicy budowlani stolicy zbudowali mur. Nic nie jest wiadomo, aby był taki zamiar, ponieważ robotnicy budowlani naszej stolicy zajmują się głównie budownictwem mieszkań i ich siła robocza zostaje w pełni wykorzystana w tym właśnie celu. Nikt nie ma zamiaru budować muru!”

Ulbricht był tym samym pierwszą osobą, która użyła pojęcia mur w tym kontekście – na dwa miesiące przed jego budową.
Co prawda alianci wiedzieli o planowanych „drastycznych środkach” oddzielenia Berlina Zachodniego, jednak byli zaskoczeni jego terminem i rozmiarami. Ponieważ nie zablokowano im dostępu do Berlina Zachodniego, nie doszło do konfliktu militarnego. Ministrowie spraw zagranicznych trzech państw alianckich i RFN, podczas spotkania 7 sierpnia w Paryżu postanowili podjąć kroki zapobiegające powstaniu krytycznej sytuacji w Berlinie. Również Bundesnachrichtendienst (BND) otrzymała już w połowie lipca podobne informacje. Po wizycie Ulbrichta u Chruszczowa, podczas spotkania przywódców państw Układu Warszawskiego w Moskwie od 3 do 5 sierpnia, BND napisał 9 sierpnia:

Przedłożone doniesienia wskazują, iż reżim pankowski stara się w Moskwie o zezwolenie na wprowadzenie w życie radykalnych środków blokady. Głównie chodziłoby o zablokowanie dostępu do granic między sektorami oraz o przerwanie linii metra i S-Bahn w mieście. […] Czas pokaże, czy i jak daleko uda się Ulbrichtowi […] przeforsować w Moskwie swoje żądania.

W opublikowanym oświadczeniu państw biorących udział w konferencji Układu Warszawskiego zaproponowano, „by ukrócić wywrotową działalność przeciwko państwom obozu socjalistycznego na granicy Berlina Zachodniego oraz zapewnić skuteczną kontrolę Berlina Zachodniego i jego granic”. 7 sierpnia w przemówieniu radiowym Chruszczow ogłosił zwiększenie stanu wojsk radzieckich na zachodniej granicy, jak również mobilizację rezerwistów. 11 sierpnia Izba Ludowa NRD zaakceptowała wyniki moskiewskich rozmów i udzieliła Radzie Ministrów upoważnienia do użycia wszelkich niezbędnych środków. 12 sierpnia rząd uchwalił wykorzystanie „uzbrojonych organów” do zajęcia granicy z Berlinem Zachodnim i zbudowania umocnień.
W sobotę, 12 sierpnia, do BND nadeszły z Berlina Wschodniego następujące informacje:

11 sierpnia 1961 r. w komitecie centralnym partii odbyło się zebranie sekretarzy wydawnictw partyjnych i innych funkcjonariuszy partyjnych przy komitecie centralnym, na którym oświadczono między innymi, że rosnąca liczba uciekinierów zmusza do rozdzielenia kordonem wschodniego sektora Berlina i części zachodniej w ciągu najbliższych dni. Nie podano dokładnego dnia operacji – wcześniej planowano tę akcję dopiero za dwa tygodnie.

W nocy z 12 na 13 sierpnia 1961 wojsko (NVA), 5000 funkcjonariuszy Niemieckiej Policji Granicznej (niem. Deutsche Grenzpolizei, która była poprzednikiem Oddziałów Granicznych), 5000 funkcjonariuszy Policji Ochronnej i skoszarowanej Policji Ludowej (niem. Schutz- und Kasernierte Volkspolizei) oraz 4500 członków Betriebskampfgruppen (Robotnicze Oddziały Samoobrony) rozpoczęły blokadę ulic i torów kolejowych prowadzących do Berlina Zachodniego. Radzieckie oddziały utrzymywały stan gotowości bojowej i obecne były na alianckich przejściach granicznych. Wszystkie jeszcze istniejące połączenia komunikacyjne między obiema częściami Berlina zostały przerwane. Dotyczyło to już jednak tylko metra i S-Bahn. Wyjątkowo funkcjonowały nadal zachodnioberlińskie linie metra i S-Bahn na trasach biegnących tunelami na terytorium Berlina Wschodniego. Jednak stacje były zablokowane tak, że wsiadanie i wysiadanie było niemożliwe. Od godzin wieczornych 13 sierpnia pociągi te przejeżdżały, nie zatrzymując się na dotychczasowych stacjach, które odtąd zyskały miano stacji-widm. O tym, jak zaskakująca dla wschodnioniemieckiej kolei stała się budowa muru, świadczy to, że pociągi wschodnioberlińskiej S-Bahn pozostawione zostały na noc, m.in. na zachodnioberlińskiej stacji Teltow. Podczas budowy muru przerwano tory, unieruchamiając te pociągi po stronie zachodniej. W ciągu następnego dnia trzeba było połączyć tory, aby sprowadzić pojazdy na stronę wschodnią. Jedynie pociągi kursujące przez dworzec Friedrichstraße zatrzymywały się na zorganizowanym tam przejściu granicznym.
Erich Honecker, jako ówczesny sekretarz Komitetu Centralnego ds. bezpieczeństwa, odpowiedzialny był politycznie z ramienia kierownictwa SED za planowanie i realizację budowy muru.
Określenie jednego tylko dnia, jako „dnia budowy muru” jest określeniem niewłaściwym, ponieważ tego dnia zostały „tylko” zablokowane granice pomiędzy sektorami. Często zbudowano tylko płoty lub zamurowano wejścia do domów mieszkalnych. W trakcie trwania budowy muru dochodziło wciąż do prób ucieczek, między innymi przez okna z domów stojących na granicy. Wkrótce zamurowano również okna w tych domach, a po przesiedleniu mieszkańców, domy te zburzono. W czasie tej operacji doszło do powstania eksklaw, które w późniejszym czasie likwidowano poprzez wymianę terytoriów. Jedną z takich eksklaw był Trójkąt Lenne, który pomimo przynależności do Berlina Wschodniego znalazł się na terenie Berlina Zachodniego. 1 lipca 1988 wskutek wymiany gruntów, część trójkąta Lenné przyłączona została do Berlina Zachodniego. Niektórzy zachodni berlińczycy, którzy znajdowali się na tym, dotychczas de facto eksterytorialnym obszarze, uciekli przed zachodnioberlińską policją przez mur do Berlina Wschodniego. Było to poprzedzone akcją przejmowania terenu, nazwanego przez uczestników „trójkątem Norberta Kubata”.
24 sierpnia władze radzieckie oznajmiły, że korytarze powietrzne prowadzące do Berlina Zachodniego zostały bezprawnie użyte do przemycania na teren Berlina Zachodniego „agentów, odwetowców i militarystów”, Berlin Zachodni nie należy do RFN i dlatego też jurysdykcja jakichkolwiek władz RFN-u nie rozciąga się na teren Berlina Zachodniego.
Do września 1961 tylko ze służb zabezpieczających budowę do Berlina Zachodniego zdezerterowało 85 osób, poza tym podjęto 216 udanych prób ucieczek obejmujących 400 ludzi.

### Reakcje w Niemczech Zachodnich

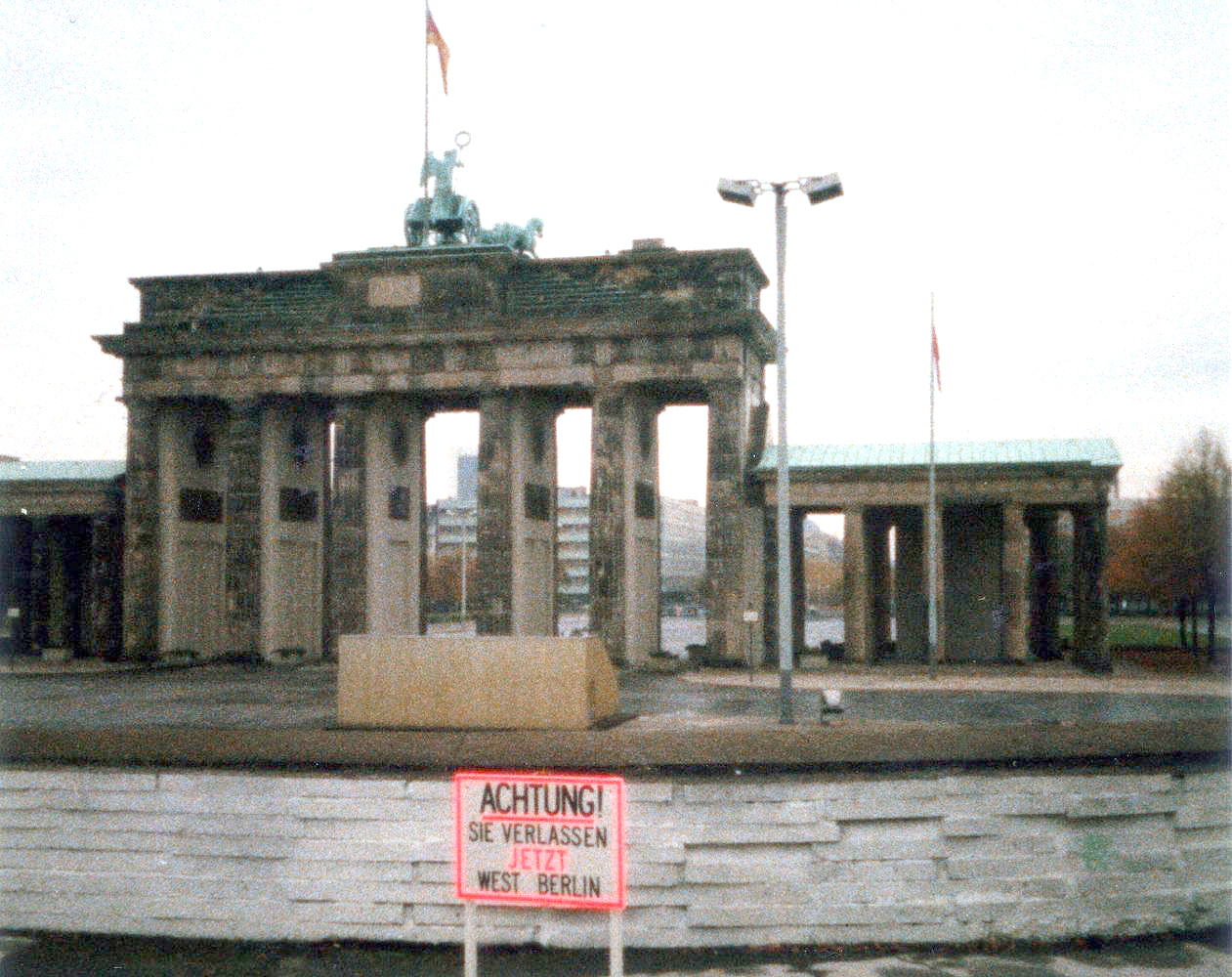
Brama Brandenburska od strony zachodniej (1987)

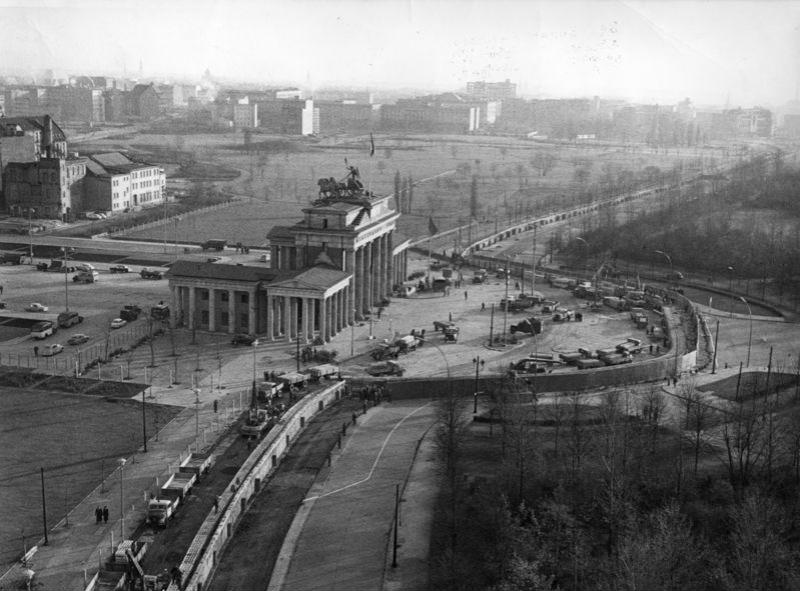
Zdjęcie lotnicze Bramy Brandenburskiej z 1961

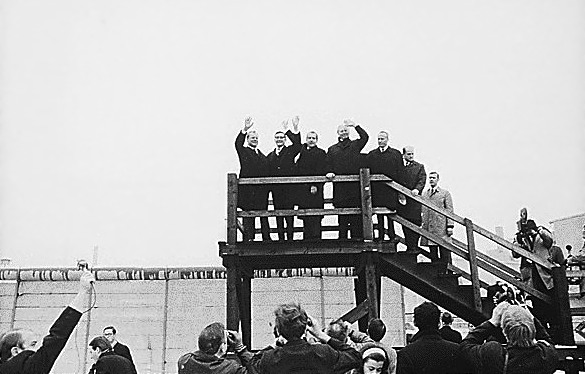
Prezydent USA Richard Nixon przy Murze Berlińskim (1969)

Kanclerz Konrad Adenauer jeszcze tego samego dnia zaapelował przez radio o spokój i rozsądek i wspomniał o bliżej nieokreślonych reakcjach, które miały być przeprowadzone wspólnie z aliantami. Berlin Zachodni odwiedził dopiero po dwóch tygodniach od wybudowania muru. Tylko urzędujący w tym czasie burmistrz Berlina Zachodniego Willy Brandt protestował energicznie, choć bezskutecznie, przeciwko oddzieleniu Berlina Zachodniego murem i ostatecznemu podziałowi miasta. Zachodnie kraje związkowe jeszcze w tym samym roku utworzyły Zentrale Erfassungsstelle der Landesjustizverwaltungen w Salzgitter, aby dokumentować naruszenia praw człowieka na obszarze NRD i przynajmniej w ten symboliczny sposób sprzeciwić się reżimowi. 16 sierpnia 1961 odbyła się przed ratuszem w dzielnicy Schöneberg demonstracja protestacyjna z udziałem Willy’ego Brandta i 300 000 zachodnich berlińczyków.

### Reakcje aliantów
Reakcje zachodnich aliantów na budowę muru nastąpiły dość późno: 20 godzin minęło, zanim na granicy pojawiły się patrole wojskowe. Dopiero po 40 godzinach wysłano oficjalny sprzeciw do radzieckiego komendanta Berlina. Protesty dyplomatyczne aliantów – wskutek konieczności dopełnienia wymogów formalnych – nadeszły do Moskwy dopiero po 72 godzinach. Rozpowszechniały się też plotki, że Sowieci zagwarantowali zachodnim aliantom nienaruszalność ich praw w Berlinie Zachodnim. Faktycznie, z uwagi na doświadczenia z blokady Berlina, status Berlina Zachodniego wydawał się w oczach zachodnich aliantów stale zagrożony. Budowa muru była zamanifestowaniem status quo, jego „zabetonowaniem” w dosłownym tego słowa znaczeniu. Związek Radziecki porzucił najwyraźniej sformułowane w 1958 r. w ultimatum Chruszczowa żądanie dotyczące zdemilitaryzowanego, „wolnego” miasta Berlin Zachodni.
Międzynarodowe reakcje 1961:

Niezbyt ładne rozwiązanie, ale tysiąc razy lepsze od wojny. John F. Kennedy, prezydent Stanów Zjednoczonych.

Wschodni Niemcy zatrzymują rzekę uciekinierów i okopują się za jeszcze szczelniejszą Żelazną Kurtyną. Samo w sobie to nie łamie prawa. Harold Macmillan, premier brytyjski

Mimo wszystko amerykański prezydent John F. Kennedy popierał „wolne miasto” Berlin. Wysłał trasą tranzytową do Berlina Zachodniego dodatkowy oddział w sile 1500 żołnierzy i powołał do czynnej służby generała Luciusa Claya. 19 sierpnia 1961 odbyło się w Berlinie Zachodnim spotkanie Claya z wiceprezydentem USA Lyndonem Johnsonem. Szczególnie przywódca NRD Walter Ulbricht wyrażał chęć zagarnięcia uprawnień do kontroli nad alianckimi oficerami i pracownikami dla służb policyjnych NRD, która spotkała się z ostrą ripostą Amerykanów. W końcu nawet głównodowodzący Grupy Radzieckich Armii w Niemczech musiał łagodzić apetyty enerdowskich funkcjonariuszy.
Groźnie wyglądająca konfrontacja amerykańskich i radzieckich jednostek miała miejsce 27 października 1961 przy Checkpoint Charlie na Friedrichstraße, kiedy to na skutek nieporozumień, na linii granicznej stanęło naprzeciwko siebie po dziesięć czołgów amerykańskich i radzieckich. Następnego dnia obie grupy zostały odwołane. Zajście to miało jednak ogromne znaczenie polityczne. Amerykanie udowodnili w ten sposób, że nie NRD, a Związek Radziecki włada wschodnią częścią Berlina. Obie strony nie chciały z powodu Berlina doprowadzić do eskalacji zimnej wojny lub zgoła ryzykować wojny atomowej.
28 lutego 1962 roku amerykański minister spraw zagranicznych Dean Rusk opowiedział się w wywiadzie telewizyjnym za stworzeniem międzynarodowego urzędu do spraw kontroli swobodnego dostępu do Berlina i przeciwko uznaniu NRD. Minister spraw zagranicznych RFN Heinrich von Brentano i francuski prezydent Charles de Gaulle wypowiadali się jednak w czasie konferencji prasowych przeciwko międzynarodowemu urzędowi dostępu do Berlina.
W czerwcu 1963 roku Berlin odwiedził prezydent USA John F. Kennedy. Przed ratuszem w dzielnicy Schöneberg wygłosił przemówienie na temat muru z historycznymi słowami „Ich bin ein Berliner” (pol. Jestem berlińczykiem). Ten symboliczny akt miał olbrzymie znaczenie dla mieszkańców Berlina Zachodniego w obliczu amerykańskiej akceptacji budowy muru. Dla aliantów i dla NRD budowa muru oznaczała zarówno polityczną i militarną stabilizację, jak i ugruntowanie status quo Berlina Zachodniego. Związek Radziecki zrezygnował z wypowiedzianego w ultimatum Chruszczowa żądania, zdemilitaryzowanego „wolnego miasta” Berlin Zachodni.
22 sierpnia 1962 roku rozwiązana została sowiecka komendantura w Berlinie. 28 września minister obrony USA Robert McNamara oznajmił w Waszyngtonie, że dostęp do Berlina Zachodniego zabezpieczony będzie przy użyciu wszelkich możliwych środków. 12 grudnia 1962, na konferencji w Paryżu, alianccy ministrowie spraw zagranicznych i minister spraw zagranicznych RFN oznajmili, że nie będą Związkowi Radzieckiemu przedkładać więcej jakichkolwiek propozycji dotyczących spraw Berlina.
W związku z roboczą wizytą kanclerza Ludwiga Erharda 11 czerwca 1964 roku w Paryżu, prezydent Francji Charles de Gaulle zaproponował natychmiastowe użycie francuskiej broni atomowej, w przypadku ewentualnego konfliktu zbrojnego o Berlin lub przeciwko RFN.
26 czerwca 1964 roku rządy państw alianckich potwierdziły we wspólnym orzeczeniu dotyczącym umowy o przyjaźni pomiędzy ZSRR i NRD (z 12 czerwca 1964) ich współodpowiedzialność za cały Berlin.

### Podział kraju

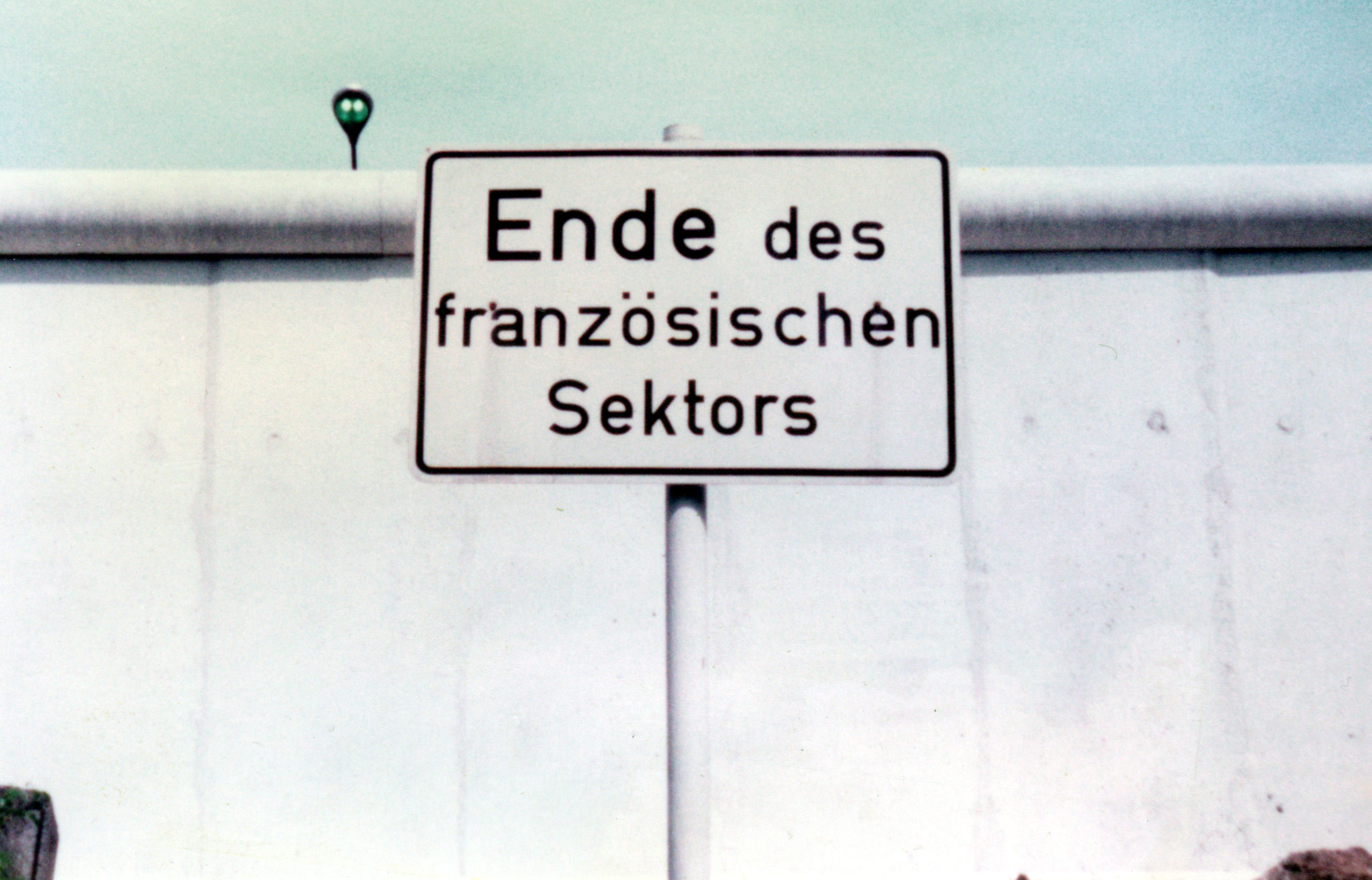
Granica sektora w Berlin-Heiligensee (1982)

Zachodni Berlińczycy już od 1 czerwca 1952 nie mogli swobodnie podróżować do NRD. W wyniku długich negocjacji w 1963 r. zawarto porozumienie o przepustkach, umożliwiające kilkuset tysiącom zachodnich berlińczyków odwiedzanie krewnych we wschodniej części miasta pod koniec roku.
Od 13 kwietnia 1968 roku NRD zabroniła ministrom i urzędnikom państwowym RFN przejazdów do Berlina Zachodniego drogami tranzytowymi przez teren NRD. Alianci zaprotestowali przeciw temu zarządzeniu 19 kwietnia 1968.
12 czerwca 1968 roku NRD wprowadziła obowiązek posiadania paszportu z wizą do poruszania się na trasach tranzytowych pomiędzy Berlinem Zachodnim a RFN. Reakcją na te postanowienia było wprowadzenie opłat za udzielenie pozwolenia na wjazd do państw członkowskich NATO urzędnikom państwowym NRD. W odpowiedzi na to zarządzenie, NRD wydała 8 lutego 1969 roku, zakaz przejazdu trasami tranzytowymi żołnierzom Bundeswehry, członkom zgromadzenia federalnego, jak również członkom ministerstwa obrony RFN. Rząd ZSRR zaprotestował przeciwko wyborom prezydenta RFN, które odbywały się w Berlinie Zachodnim.
15 grudnia 1969 alianci zaproponowali ZSRR rozmowy w sprawie poprawienia sytuacji, zarówno w Berlinie, jak i na trasach dojazdowych do Berlina. W 1971 roku, po podpisaniu czterostronnej umowy, zabezpieczony został dostęp do Berlina Zachodniego. Umowa ta zakończyła zagrożenie gospodarki Berlina Zachodniego, które mogłoby być spowodowane zamknięciem tras dojazdowych. W dalszej części umowy potwierdzone zostały wspólna odpowiedzialność wszystkich czterech sił za cały Berlin, jak również fakt, że Berlin Zachodni nie jest częścią RFN i nie może być przez nią rządzony. Podczas gdy ZSRR uznawał status rządów czterech mocarstw tylko w Berlinie Zachodnim, alianci zachodni podkreślili w 1975 roku, poprzez notę skierowaną do ONZ, ich zdanie o statusie rządów czterech na terenie całego Berlina.
Z zapoczątkowaną w latach 70. przez Willy’ego Brandta i Ericha Honeckera polityką zbliżenia między NRD a RFN granica wewnątrzniemiecka stała się bardziej przepuszczalna. Niemcy Wschodnie zezwoliły na ułatwienia w podróży, szczególnie „nieprodukcyjnym” grupom ludności, jak emeryci i uprościła odwiedziny przybyszów z obszarów nadgranicznych Niemiec Zachodnich w NRD. NRD uzależniała poszerzenie zakresu swobody podróżowania od uznania jej statusu jako suwerennego państwa i żądała dodatkowo wydania obywateli, którzy nie chcieli wracać do NRD. Ze względu na postanowienia konstytucji władze RFN odmawiały spełnienia tych żądań.
Propaganda Niemieckiej Republiki Demokratycznej określała mur i całkowite zabezpieczenie granic od strony RFN, mianem „antyfaszystowskiego wału ochronnego”, który powinien chronić NRD przed „emigracją, infiltracją, szpiegostwem, sabotażem, przemytem, wyprzedawaniem i agresją z Zachodu”. W celu krzewienia i potwierdzania tej teorii urządzano procesy pokazowe domniemanych sabotażystów itp. W rzeczywistości zabezpieczenia graniczne skierowane były głównie przeciwko własnym obywatelom. Temat muru, jak i masowych ucieczek z NRD nie był poruszany publicznie. Na przestrzeni czasu od 13 sierpnia 1961 do 9 listopada 1989 zorganizowanych było 5075 udanych ucieczek do Berlina Zachodniego lub RFN, w tym 574 dezercje.

### Upadek Muru Berlińskiego

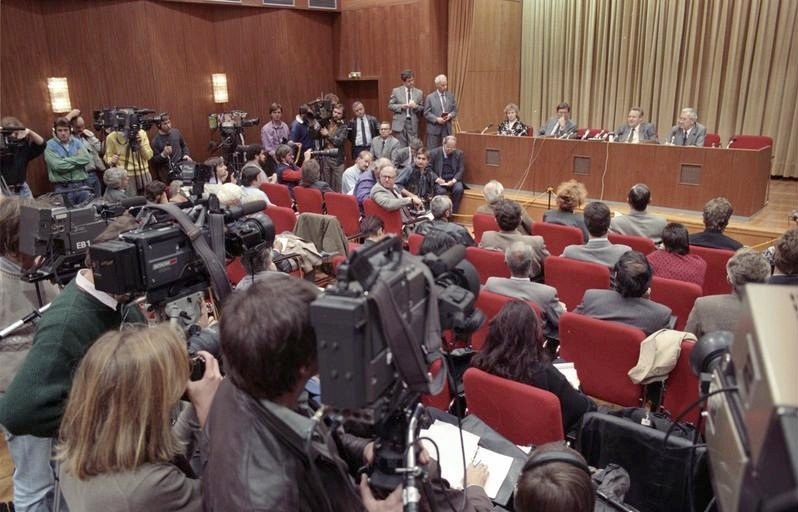
Konferencja prasowa z udziałem Güntera Schabowskiego 9 listopada 1989

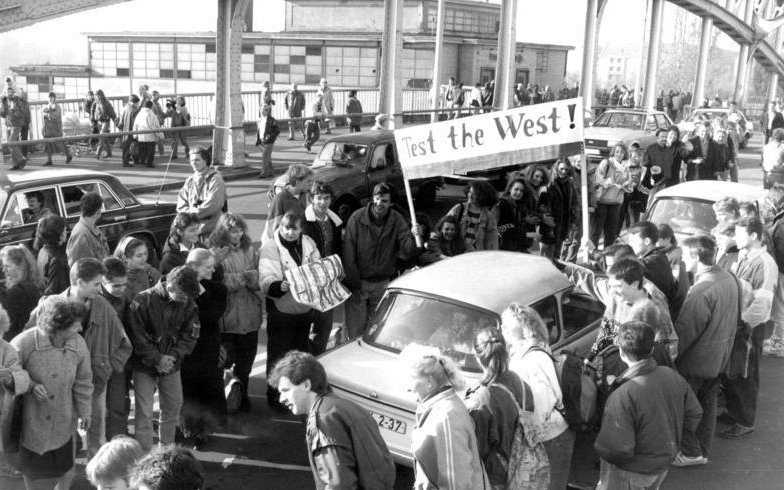
Uczniowie z Weddingu, dzielnicy Berlina Zachodniego, witający szpalerem na moście Bösebrücke nad torami kolejowymi przy Bornholmer Straße gości z NRD, 10 listopada 1989

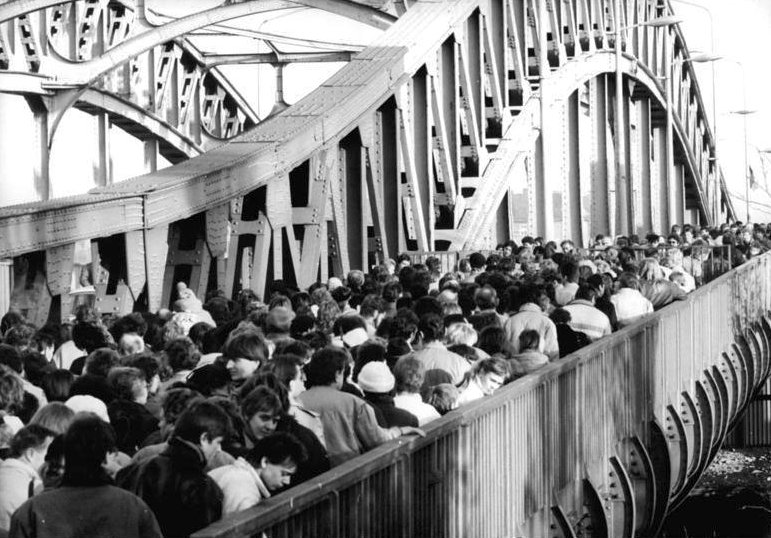
Most Bösebrücke z tłumem obywateli NRD przed przejściem granicznym, 18 listopada 1989

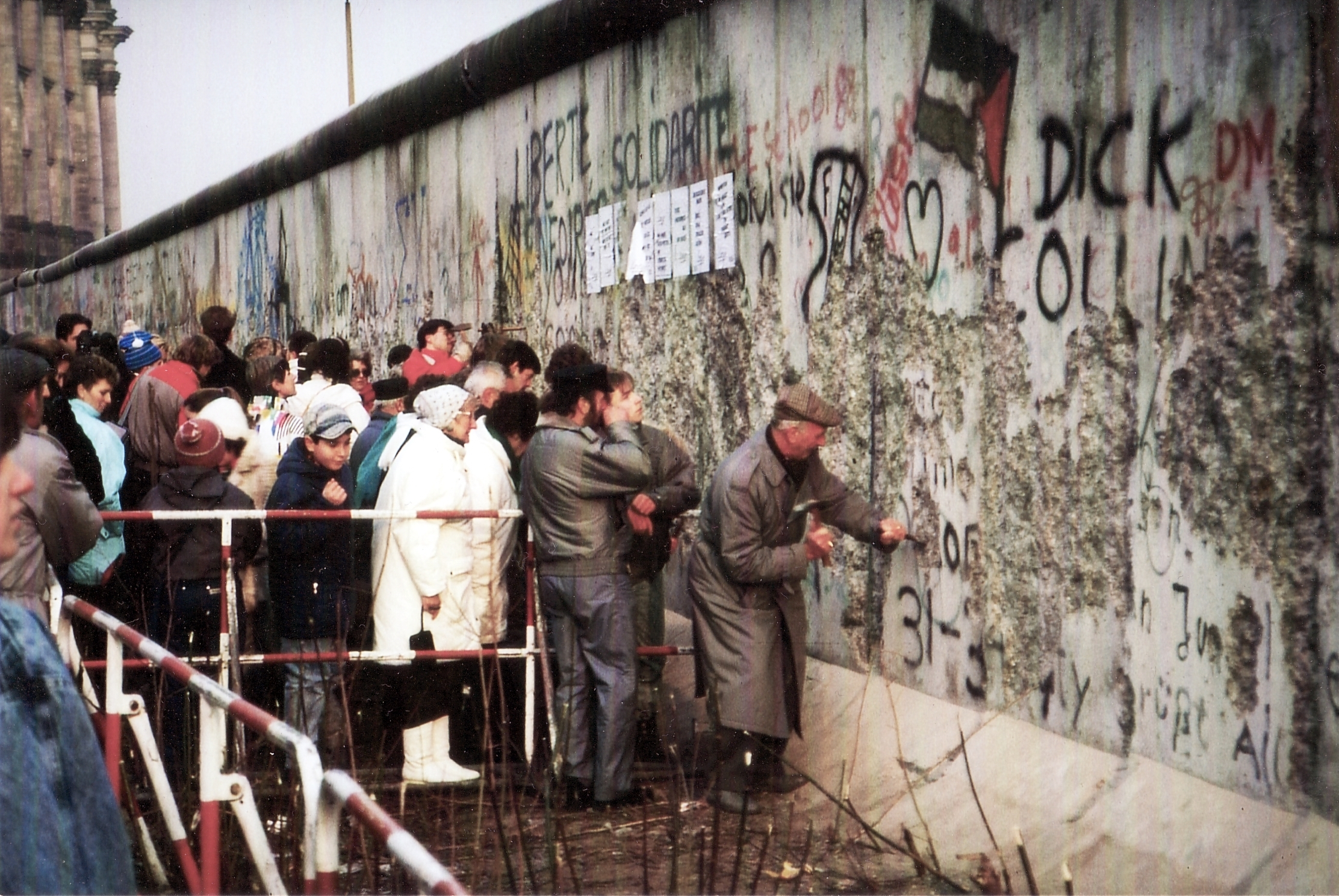
Mieszkańcy Berlina Zachodniego przy mocno zniszczonym murze w pobliżu Reichstagu w końcu 1989

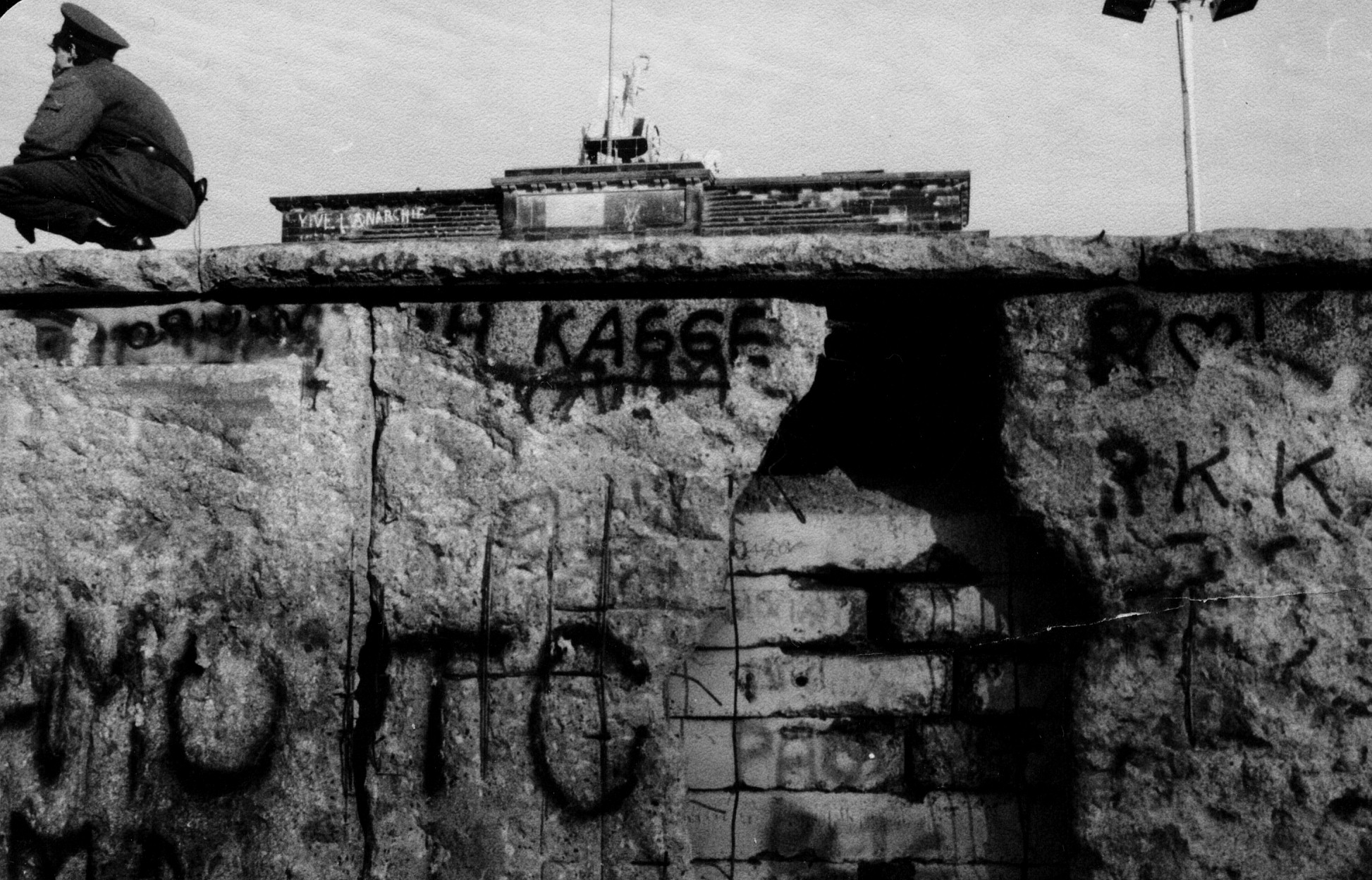
Częściowo zniszczony mur przy Bramie Brandenburskiej; żołnierz pilnujący pozostałości, listopad 1989

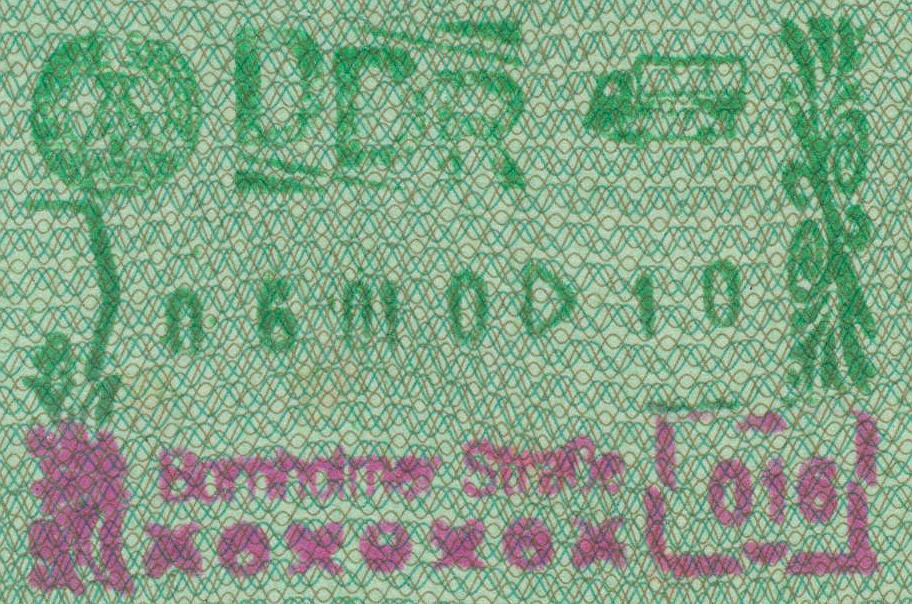
Stempel „Bornholmer Straße” w paszporcie (styczeń 1990)

Mur Berliński padł w nocy z czwartku 9 listopada na piątek 10 listopada 1989, po przeszło 28 latach istnienia. Przygotowania NRD do kontrolowanego otwarcia muru sięgają października 1989, kiedy to, według sprawującego wówczas funkcję burmistrza Berlina Zachodniego Waltera Mompera, przeprowadził on 29 października rozmowy z szefem wschodnioberlińskiej SED Günterem Schabowskim i burmistrzem Berlina Wschodniego Erhardem Krackiem, mające doprowadzić do podjęcia odpowiednich działań w tym kierunku.
Do otwarcia muru doprowadziły: masowe demonstracje w okresie wschodnioeuropejskiej „Jesieni Ludów” 1989 roku określanej w Niemczech nazwami Herbst der Völker lub Wendezeit („czas przemian”), tj. w przełomowym okresie friedliche Revolution – pokojowej rewolucji w NRD, i żądania w ówczesnej NRD wolności podróżowania (otwarcia granic), jak również nieustanna tak zwana „Republikflucht” (według oficjalnej nomenklatury opuszczenie NRD bez zezwolenia władz) – ucieczka sporej części ludności Niemieckiej Republiki Demokratycznej do RFN poprzez inne państwa; częściowo przez ambasady w różnych wschodnioeuropejskich stolicach (między innymi w Pradze i Warszawie), częściowo przez Węgry, poprzez otwartą od 11 września granicę z Austrią, a od początku listopada bezpośrednio przez Czechosłowację.
Po tym, jak 6 listopada ogłoszony został projekt nowego prawa o podróżowaniu, spotkał się on z surową krytyką, a czechosłowackie władze coraz ostrzej protestowały na drodze dyplomatycznej przeciw wyjazdom obywateli NRD przez ich kraj, Biuro Polityczne Niemieckiej Socjalistycznej Partii Jedności (SED) postanowiło 7 listopada preferować program o stałych wyjazdach (emigracji) z NRD.
Na podstawie tego postanowienia opracowano projekt ustawy, który dodatkowo miał regulować zasady wyjazdów zagranicznych obywateli NRD. Projekt ten został 9 listopada zatwierdzony przez biuro polityczne i skierowany do rady ministrów. Tego samego dnia przedłożony radzie ministrów projekt ustawy został zatwierdzony o godz. 18:00, ale miał być podany do publicznej wiadomości dopiero następnego dnia, jako ustawa przejściowa.
Jednakże w tym samym czasie, tj. 9 listopada, ministerstwo sprawiedliwości złożyło sprzeciw wobec projektu ustawy. Równolegle do procedury zatwierdzania ustawy w radzie ministrów, została ona przedłożona w komitecie centralnym, gdzie dokonano drobnych poprawek. Projekt ustawy z naniesionymi ręcznie poprawkami został przekazany przez Egona Krenza członkowi biura politycznego Günterowi Schabowskiemu, znajdującemu się w drodze na konferencję prasową, mającą poinformować o wynikach obrad komitetu centralnego. Schabowski nie brał udziału w obradach biura politycznego i komitetu centralnego.
Ta konferencja prasowa z udziałem Schabowskiego, transmitowana na żywo w radiu i telewizji, stała się sygnałem do otwarcia muru. O godzinie 18:53 dziennikarz włoskiej agencji ANSA Ricardo Ehrman zadał pytanie dotyczące ustawy o podróżach. Pytanie brzmiało:

Mówił pan o błędach. Nie uważa pan, że było wielkim błędem nie ogłosić przedstawionego projektu ustawy przed kilkoma dniami?

Odpowiedź Schabowskiego była bardzo długa i skomplikowana. Na zakończenie przypomniał sobie, że ma jeszcze poinformować o nowych przepisach paszportowych i dodał:

I dlatego też zdecydowaliśmy wprowadzić dzisiaj rozporządzenie, które pozwoli każdemu obywatelowi NRD, na przekroczenie granicy i wyjazd z NRD przez przejścia graniczne.

Na pytanie jednego z dziennikarzy, od kiedy to zarządzenie wchodzi w życie i czy od zaraz, Schabowski odpowiedział odczytaniem, o godzinie 18:57, notatki podanej mu przez Krenza:

Podania o prywatne wyjazdy zagraniczne mogą być składane bez uzasadnienia powodów. Pozwolenia będą wydawane niezwłocznie. Odpowiedzialne za wydawanie wiz wydziały paszportowo-meldunkowe milicji, zostały poinstruowane o natychmiastowym wydawaniu wiz na wyjazdy na stałe, bez spełnienia warunków opisanych w obowiązującej wciąż ustawie o wyjazdach. Wyjazdy na czas nieokreślony mogą odbywać się przez przejścia graniczne NRD.

Na ponowne pytanie: „Od kiedy zarządzenie wchodzi w życie?” odpowiedź Schabowskiego brzmiała:

Według moich informacji [...] natychmiast, niezwłocznie.

Na dwukrotnie postawione przez jednego z dziennikarzy pytanie: „Odnosi się to również do Berlina Zachodniego?” – Schabowski wyszukał i odczytał odpowiedni ustęp projektu ustawy:

Wyjazd na stałe może nastąpić poprzez przejścia graniczne pomiędzy NRD i RFN, względnie Berlinem Zachodnim.

Na skutek ogłoszonej w zachodniej telewizji i w radiu berlińskim wersji, według której mur otwarto, ruszyły w kierunku przejść granicznych tysiące mieszkańców Berlina Wschodniego z żądaniem ich otwarcia. Ani znajdujące się tam w tym momencie oddziały Wojsk Ochrony Pogranicza, ani odpowiedzialne za odprawy paszportowe oddziały Ministerstwa Bezpieczeństwa Państwa, czy też oddziały Armii Czerwonej w Berlinie, nie zostały poinformowane o fakcie ustanowienia nowej ustawy i o jej następstwach. Fakt ten groził możliwością użycia broni przez wyżej wymienione oddziały.
Aby zmniejszyć napór mas zgromadzonych przy przejściu granicznym przy Bornholmer Straße o godzinie 21:20 zezwolono obywatelom NRD przejść na teren Berlina Zachodniego. Przy tej okazji kontrolowano dowody osobiste i niektóre zostały unieważnione, co równocześnie oznaczało pozbawienie obywatelstwa NRD.
O godzinie 21:30 rozgłośnia radia RIAS nadała pierwsze relacje radiowe z otwartych przejść granicznych, co spowodowało, że zaczęły się przy nich gromadzić tłumy ludzi.
Na skutek coraz większego naporu mas na przejściu granicznym Bornholmer Straße, jak również w obawie o bezpieczeństwo podległych mu żołnierzy, zastępca dowódcy przejścia granicznego, Oberstleutnant Harald Jäger otworzył bez rozkazu to przejście graniczne oraz wstrzymał kontrolę paszportów.
Do północy wszystkie przejścia graniczne między zachodnią i wschodnią częścią Berlina zostały otwarte. W ciągu nocy otwarto również przejścia na zewnętrznej granicy Berlina Zachodniego, jak i przejścia graniczne na wewnętrznej granicy niemieckiej pomiędzy RFN i NRD.
Późnym wieczorem tego dnia wielu śledziło w telewizji otwieranie przejść granicznych i częściowo jeszcze wtedy wyruszali w drogę. Największy napływ tłumu nastąpił przed południem 10 listopada 1989, ponieważ otwarcie granic o północy niejednokrotnie zostało „przespane”.
Obywatele NRD zostali entuzjastycznie przyjęci przez zachodnich Berlińczyków. Większość piwiarni w pobliżu muru spontanicznie zafundowała darmowe piwo i na Kurfürstendamm zgromadziły się masy ludzi, pomiędzy nimi trąbiąca kawalkada samochodów, obcy ludzie padali sobie w objęcia. W euforii wielu zachodnich berlińczyków wdrapało się na mur. Po ogłoszeniu informacji o otwarciu muru Bundestag w Bonn przerwał wieczorem swoje bieżące posiedzenie. Po krótkiej przerwie minister Urzędu Kanclerza Rudolf Seiters odczytał stanowisko rządu, a przedstawiciele frakcji wyrazili w swoich oświadczeniach zadowolenie z zaistniałych wydarzeń. Następnie obecni na sali obrad posłowie odśpiewali spontanicznie hymn narodowy.
Upadek muru był wyróżniającym się wydarzeniem w historii świata i został uczczony między innymi koncertem Leonarda Bernsteina w Boże Narodzenie 1989 r. Bernstein dyrygował wówczas w berlińskim teatrze Schauspielhaus (obecnie filharmonia Konzerthaus), a wykonano 9. symfonię Beethovena Odę do radości, przekształcając ją w Odę do wolności.

### Rozwój wydarzeń po upadku muru

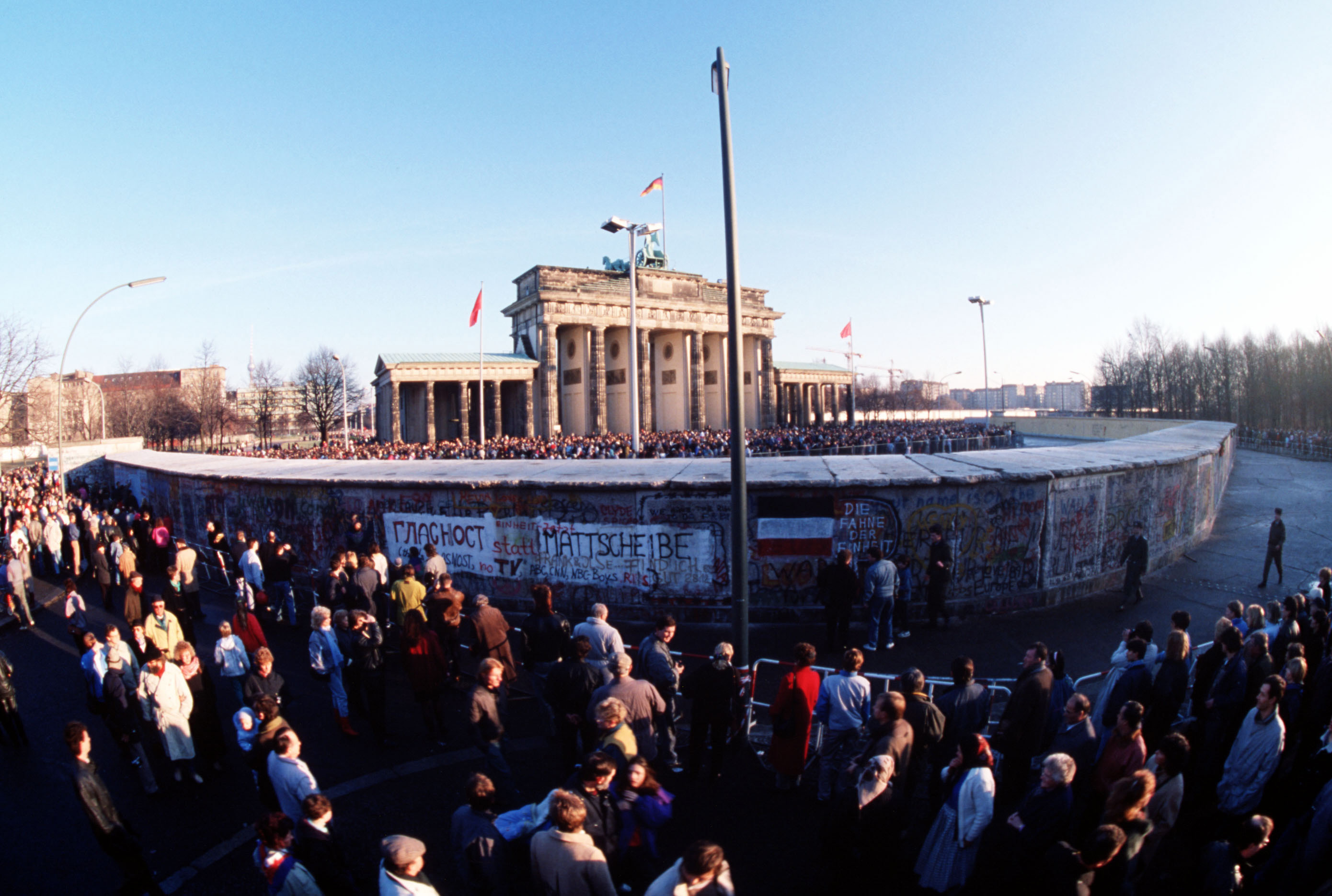
Obywatele NRD i RFN czekający na otwarcie muru przy Bramie Brandenburskiej (grudzień 1989)

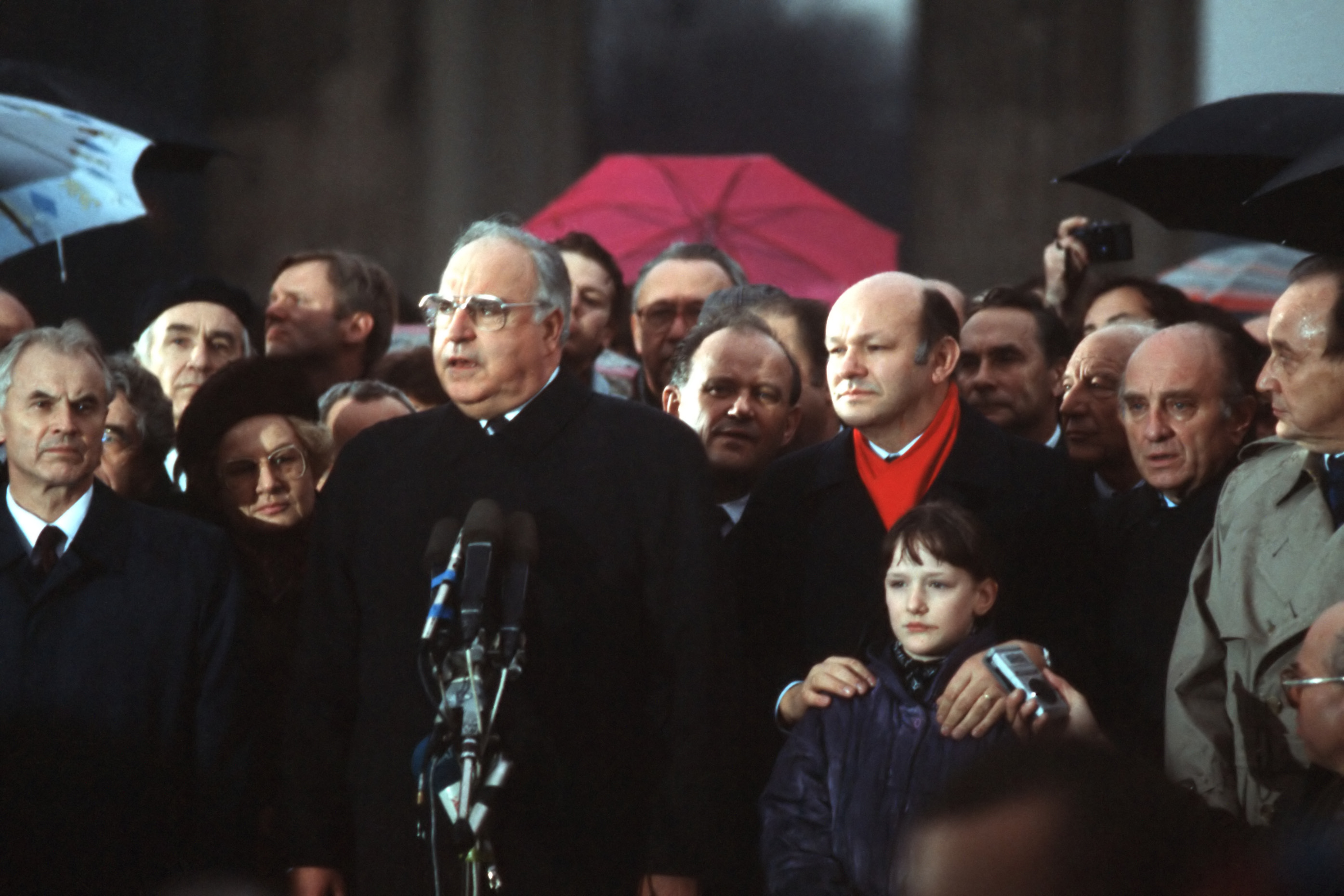
Przewodniczący Rady Ministrów NRD Hans Modrow, kanclerz RFN Helmut Kohl, burmistrz Berlina Zachodniego Walter Momper i w tle burmistrz Berlina Wschodniego Erhard Krack podczas otwarcia Bramy Brandenburskiej, 22 grudnia 1989

Po 9 listopada muru strzeżono początkowo z tą samą intensywnością; w okresie tym nie pozwalano na niekontrolowane przekraczanie granicy przez wyłomy w murze. W NRD przypuszczano wówczas najwyraźniej, że stworzona przez reżim granica istnieć będzie jeszcze przez czas nieokreślony. W pierwszych tygodniach po otwarciu muru oddziały straży granicznej próbowały nawet naprawiać wyłomy.
Ale już podczas weekendu po 9 listopada rząd NRD całkiem nieoczekiwanie oznajmił, że zostaną otwarte nowe przejścia graniczne lub rozbudowane stare – w grupie tej znalazło się kilka przejść mających szczególne znaczenie symboliczne, jak choćby przy Placu Poczdamskim, Glienicker Brücke i Bernauer Straße. To właśnie na tych przejściach zbierały się tłumy, czekając na otwarcie, wiwatując w chwili, gdy usuwano kolejną betonową płytę. Zdjęcia oraz relacje telewizyjne dokumentujące te wydarzenia przedstawia się niekiedy mylnie jako „demontaż muru”, mimo że tak naprawdę chodziło tu tylko o otwieranie nowych przejść granicznych. 22 grudnia 1989 otwarto w obecności kanclerza RFN i premiera NRD przejście przez Bramę Brandenburską.
Obywatele RFN oraz mieszkańcy Berlina Zachodniego po raz pierwszy mogli wjechać na terytorium NRD w ruchu bezwizowym od północy 24 grudnia 1989; do tej chwili obowiązywały dawne przepisy, a zatem obowiązek wizowy oraz konieczność dokonania obowiązkowej wymiany walutowej. W okresie 9 listopada – 23 grudnia obywatele NRD cieszyli się zatem w pewien sposób „większą swobodą podróży” niż obywatele RFN.
Ochrona muru stawała się z czasem coraz słabsza, a niekontrolowane przekraczanie granicy przez powiększające się dziury traktowane było z coraz większą pobłażliwością. Równocześnie na przejściach granicznych praktyką stała się jedynie wyrywkowa kontrola osób przekraczających granicę. Proces ten nabrał rozpędu szczególnie po wyborach do Izby Ludowej NRD 18 marca 1990. Do 30 czerwca 1990 nieprzerwanie otwierano nowe przejścia graniczne.
1 lipca 1990 roku z dniem wejścia w życie unii walutowej dozór muru i wszelka kontrola graniczna zostały zniesione. Już 13 czerwca 1990 na Bernauer Straße rozpoczęto oficjalną rozbiórkę muru. Nieoficjalnie rozpoczęła się ona na Bornholmer Straße przy okazji prac budowlanych prowadzonych przez kolej. Brało w niej udział ponad 300 wschodnioniemieckich pograniczników, a od 3 października 1990 także 6000 saperów Bundeswehry, którzy wyposażeni byli w 175 samochodów ciężarowych, 65 dźwigów, 55 koparek i 13 buldożerów. Rozbiórka muru dzielącego miasto została oficjalnie zakończona 30 listopada 1990. Pozostawiono 6 odcinków muru, które pełnią funkcję monumentów. Reszta zabezpieczeń położona głównie na dawnej granicy między Berlinem Zachodnim a Brandenburgią zniknęła do listopada 1991. Fragmenty muru z wymalowanymi artystycznymi motywami zostały sprzedane w 1990 roku na licytacjach w Berlinie i Monte Carlo.
W następnych latach upadek muru upamiętniany był nie tylko oficjalnie, ale również poprzez wydarzenia kulturalne, jak np. koncert Rogera Watersa, który wznowił w roku 1990 na Placu Poczdamskim, tuż obok właśnie obalonego muru swój wydany w roku 1979 album The Wall zespołu rockowego Pink Floyd z udziałem wielu gwiazd sceny rockowej. Album opisuje mur psychologiczny i właściwie nie miał nic wspólnego z Murem Berlińskim. Prasa odkryła jednak w obliczu historycznego kontekstu powiązania, co okazało się korzystne pod względem marketingowym. Również z okazji upadku muru, organizacja TV Asahi Group zorganizowała w Japonii zbiórkę pieniędzy, która miała na celu zebranie środków na upiększenie pasa granicznego aleją wiśni. Podczas akcji zebrano około miliona euro, za które zasadzono w Berlinie i Brandenburgu około 10 000 ozdobnych wiśni. Tysiąc z nich stoi przy byłej Teltow-Siegridshorst, gdzie od 2002 corocznie odbywa się święto kwitnącej wiśni.
9 listopada 2009 na uroczystościach w Berlinie w 20. rocznicę upadku muru, runęły wielkie kostki domina symbolizujące Mur Berliński, pchnięte ręką Lecha Wałęsy. Ustawiony pod Reichstagiem klocek, który popchnął Wałęsa, poświęcony był „Solidarności”.

## Struktura urządzeń granicznych

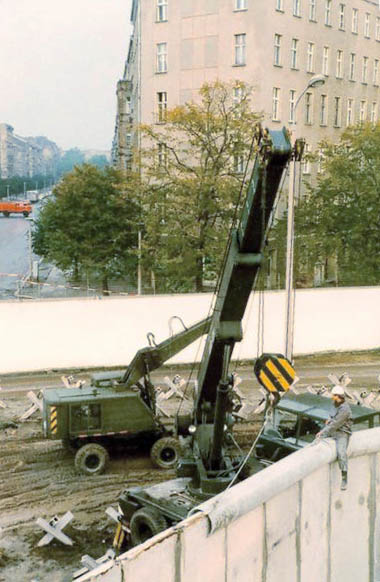
Wykańczanie muru przy ulicy Bernauer Straße (1980)

Budowa Muru Berlińskiego

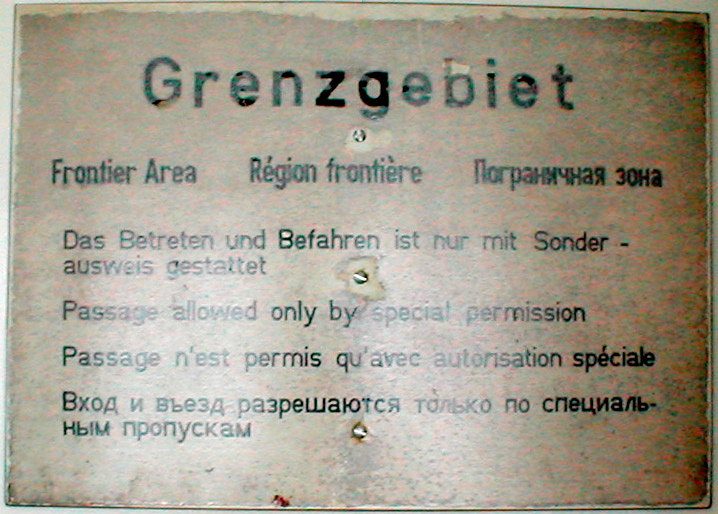
Tablica ostrzegawcza „Strefa graniczna“

Mur Berliński został uzupełniony rozległymi umocnieniami na granicy z RFN, jak również – w niewielkim wymiarze – przy granicach zachodnich innych państw Układu Warszawskiego, przez co tak zwana „żelazna kurtyna” przybrała materialną postać.
Mur Berliński tak samo, jak i wewnętrzna granica pomiędzy RFN i NRD, został uzupełniony zaporami przeciwczołgowymi, rowami, zasiekami, wieżami strażniczymi i drogami kontrolnymi. System ten był w ciągu minionych dziesięcioleci systematycznie rozbudowywany i ulepszany. Wchodziło w to przymusowe przesiedlanie mieszkańców domów znajdujących się w pobliżu muru, a następnie ich burzenie przy użyciu ładunków wybuchowych. Jeszcze 28 stycznia 1985 roku wysadzony w powietrze został znajdujący się przy ulicy Bernauer Straße Kościół Pojednania. Działania te doprowadziły w końcu do tego, że poprzez niegdyś gęsto zabudowane tereny miasta prowadziła – w ciągu nocy jasno oświetlona – przesieka. Na wiosnę roku 1989 – według informacji Ministerstwa Bezpieczeństwa Państwa – w skład umocnień i zabezpieczeń Muru Berlińskiego wchodziły:
- 156,4 km umocnień granicznych dookoła Berlina Zachodniego o wysokości od 3,40 do 4,20 m,
  - 111,9 km muru betonowego lub ceglanego,
  - 44,5 km płotu z siatki stalowej,
- 112,7 km umocnień granicznych w dzielnicy Poczdam,
- 43,7 km umocnień granicznych pomiędzy Berlinem Wschodnim a Berlinem Zachodnim (granice sektorów),
- 0,5 km resztki murów zabudowań lub murów otaczających posesje,
- 58,95 km muru zbudowanego z płyt betonowych o wysokości 3,40 m,
- 68,42 km rozciąganych metalowych płotów o wysokości 2,90 m („blokada pierwszoliniowa”),
- 161 km oświetlonego terenu granicznego,
- 113,85 km płotów granicznych i zaporowych,
- 127,5 km płotów sygnalizacyjnych,
- 124,3 km umocnionych dróg dla zmotoryzowanych oddziałów Straży Granicznej,
- 186 wież obserwacyjnych,
- 31 punktów dowodzenia,
- 259 stanowisk strzeżonych przez psy,
- 20 bunkrów.

Z 156,4 kilometra granicy wokół Berlina Zachodniego, 43,7 km znajdowało się na terenie Berlina Wschodniego a 112,7 km w dzielnicy Poczdam. Część granicy o długości 63,8 km przebiegała przez tereny zabudowane, 32,0 km przez tereny leśne, 22,65 km w terenie otwartym i 37,95 km wzdłuż rzek, kanałów lub jezior.
Żołnierzy Straży Granicznej obowiązywał artykuł nr 27 Prawa Granicznego, na podstawie którego byli zobowiązani do uniemożliwienia nielegalnego przekroczenia granicy, aż do użycia broni palnej i konsekwencji pozbawienia życia uciekinierów. Artykuł ten określano też jako rozkaz strzelania. Porównując długość granicy pomiędzy RFN i NRD z długością Muru Berlińskiego, ponadproporcjonalnie wielu uciekinierów poniosło śmierć w Berlinie. Przed ważnymi świętami państwowymi lub w czasie wizyt przedstawicieli państw obcych rozkaz ten był zawieszany. Starano się w ten sposób zapobiec negatywnym opiniom w prasie zachodniej. Ze strony Berlina Zachodniego granica była obserwowana przez Policję i patrole wojsk alianckich. Podejrzana aktywność była dokumentowana w celu uniemożliwienia przenikania przez granicę szpiegów ze wschodu. W późniejszym czasie okazało się jednak, że istniały ukryte przejścia w murze wykorzystywane w tych celach.

### Rozbudowa instalacji granicznych

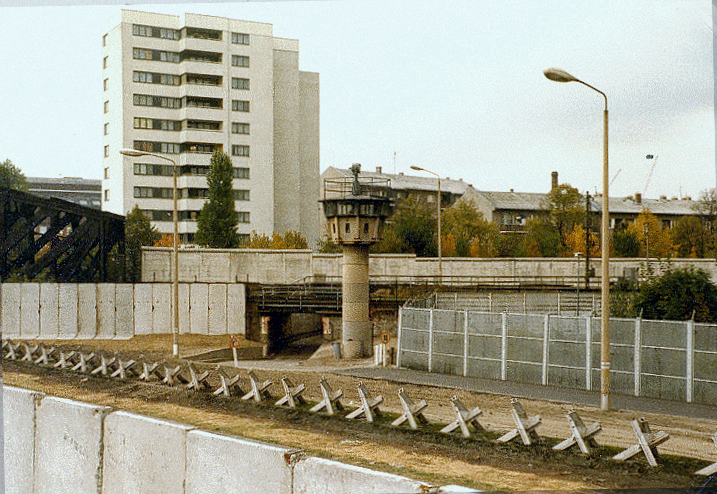
Wjazd S-Bahn do sektora wschodniego, ulica Liesenstraße/Gartenstraße (1980)

W końcowym stadium rozbudowy – na niektórych odcinkach dopiero w końcu lat 80. – umocnienia graniczne (znajdujące się całkowicie na terytorium NRD lub terytorium Berlina Wschodniego) składały się, poczynając od strony Berlina Wschodniego lub NRD, z następujących elementów:
- mur wewnętrzny z betonu lub siatki stalowej o wysokości od 2,0 do 3,0 m (zabezpieczenie zaplecza kraju)
- urządzenia sygnalizacyjne zainstalowane tuż nad ziemią, wywołujące alarm przy dotknięciu
- płot kontaktowy z siatki stalowej do 2,0 m wysokości, zwieńczony drutem kolczastym/sygnałowym
- wybiegi dla specjalnie tresowanych psów
- rowy zapobiegające przekroczeniu pasa granicznego przy pomocy pojazdów mechanicznych
- zapory przeciwczołgowe z zespawanych na krzyż szyn kolejowych, zostały zdemontowane jako rekompensata za otrzymane z RFN kredyty
- drogi do patrolowania i nadzoru granicy służące również do transportu załóg obsługujących wieże strażnicze lub transportu oddziałów wsparcia
- wieże wartownicze (w 1989 r. 302 sztuki) wyposażone w reflektory
- pas kontrolny codziennie na nowo bronowany, aby uwidocznić ewentualne ślady stóp (wejście na pas było dla patrolujących zabronione)
- mur betonowy z elementów wysokości 3,75 m uwieńczony betonową rurą utrudniającą chwytanie się[20],
- przed murem od strony Berlina Zachodniego znajdował się kilkumetrowy pas ziemi, który należał do terytorium NRD

Całkowita szerokość pasa granicznego była uzależniona zabudową w obszarze granicznym i wynosiła od 30 do 500 metrów (przy Placu Poczdamskim). Pola minowe i samoczynnie strzelająca broń palna, w odróżnieniu od granicy pomiędzy NRD i RFN, nie były stosowane przy Murze Berlińskim.
System zabezpieczenia granicy, zwanej przez Straż Graniczną pasem działania, otoczony był tajemnicą wojskową i nie był znany większości obywateli NRD. Żołnierze zobowiązani byli do zachowania tajemnicy. Osoby cywilne, wykazujące nadmierne zainteresowanie strefą graniczną, narażały się na ryzyko aresztowania i doprowadzenia do najbliższego komisariatu Volkspolizei w celu ustalenia tożsamości. Fakt ten mógł pociągnąć za sobą karę więzienia za planowanie ucieczki/nielegalnego przekroczenia granicy.
W miejscach, które były trudne do zabezpieczenia (np. ze względu na zabudowę lub przebieg linii komunikacyjnych), teren graniczny po stronie NRD lub Berlina Wschodniego znajdował się przed murem wewnętrznym i stawał się strefą zamkniętą. Osoby znajdujące się w takich strefach musiały być w posiadaniu specjalnych zezwoleń. Oznaczało to znaczne utrudnienia w życiu codziennym. W celu zabezpieczenia tzw. przedpola stosowane były różne metody mające na celu zapobieżenie przekroczeniom granicy sektora, składały się na to: zasieki, płoty, kraty, zapory drogowe, oświetlenie, tablice ostrzegawcze. W celu utrudnienia osobom nieuprawnionym wglądu na teren graniczny budowane były przesłony.
Na przyległym do Bramy Brandenburskiej obszarze Berlina Wschodniego prowadzono tzw. głębokie zabezpieczenie, chodziło w tym przypadku o ciągłe patrolowanie tego terenu przez cywilnych funkcjonariuszy Ministerstwa Bezpieczeństwa Państwa. Mieli oni zapobiec ewentualnym nielegalnym przekroczeniom granicy, ewentualnym nielegalnym zgromadzeniom czy demonstracjom. Szczególnie chodziło o to, aby wypadki takie nie mogły być obserwowane z terenu Berlina Zachodniego.

### Personel i wyposażenie służb ochrony granicy

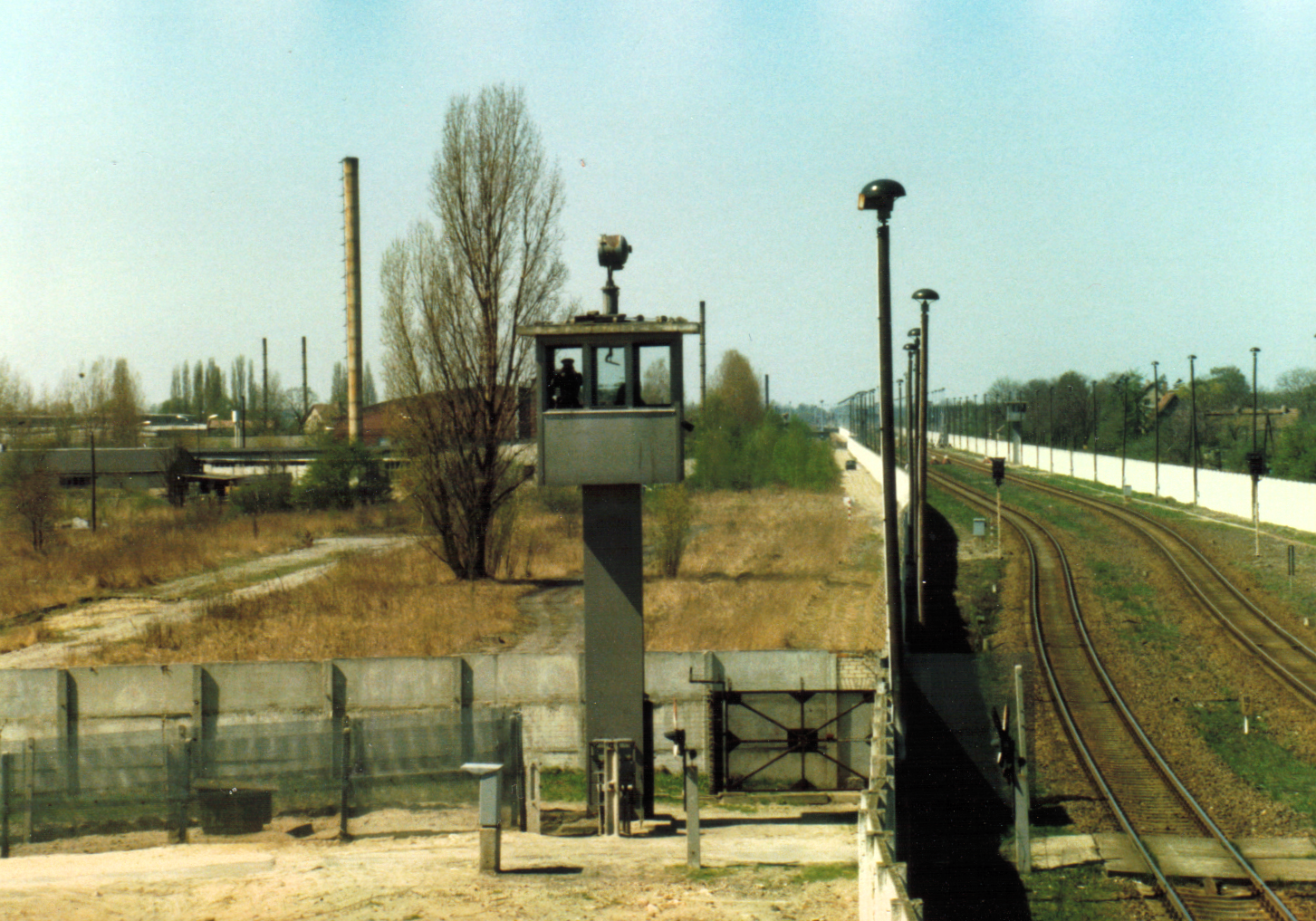
Zabezpieczenia graniczne w Staaken (1986)

Odpowiedzialny za ochronę granicy z Berlinem Zachodnim (ochrona muru) był Oddział Grupy Środek Straży Granicznej NRD, do którego według informacji Ministerstwa Bezpieczeństwa Państwa należało na początku roku 1989 11 500 żołnierzy plus 500 pracowników cywilnych. W skład oddziału wchodziły zarówno sztab stacjonujący w Karlshorst i siedem pułków Straży Granicznej stacjonujących w dzielnicach Treptow, Pankow, Rummelsburg, Hennigsdorf, Groß-Glienicke, Babelsberg i w Kleinmachnow, jak i dwa pułki szkoleniowe stacjonujące w Wilhelmshagen i Oranienburgu.
Każdy pułk Straży Granicznej składał się z pięciu bezpośrednio patrolujących kompanii granicznych, ponadto po jednej kompanii saperów, łączności i transportowej, wyposażonych w baterię artylerii, baterię granatników, dodatkowo pluton rozpoznawczy, pluton miotaczy ognia i pluton z psami.
W razie potrzeby dodatkowo kompania wyposażona w łodzie patrolowe, kompania lub plutony obsady przejść granicznych.
W skład wyposażenia Oddziału Grupy Środek wchodziło 567 transporterów opancerzonych, 48 granatników, 48 dział przeciwpancernych, 114 miotaczy ognia, 156 pojazdów opancerzonych, częściowo ciężkie pojazdy saperskie i 2295 pojazdów mechanicznych. Dodatkowo 992 psy patrolowe.
W czasie normalnego dnia służby bezpośrednio przy granicy lub jej zapleczu znajdowało się około 2300 żołnierzy. W czasie tzw. wzmocnionej ochrony granicy, np. w czasie wydarzeń politycznych w 1989 r., czy na skutek złych warunków pogodowych, służbę pełniło około 2500 żołnierzy, których liczba mogła w każdej chwili być odpowiednio zwiększona.

### Granica wodna
Zewnętrzna granica Berlina Zachodniego przebiegała w wielu miejscach przez żeglowne akweny. Przebieg granicy był wyznaczony przez ustawiony przez Senat Berlina Zachodniego łańcuch z okrągłych białych boi z napisami „Granica sektorów”. Zachodnioberlińskie statki wycieczkowe i łodzie sportowe musiały trzymać się zachodnioberlińskiej strony nurtu. Po NRD-owskiej stronie granicy te akweny były patrolowane okazjonalnie przez łodzie Straży Granicznej NRD.
Umocnienia graniczne NRD znajdowały się na brzegu po stronie NRD, co wymuszało niekiedy znaczne nadkładanie drogi i „zamurowywało” brzegi wielu jezior Haweli. Najbardziej wydłużała się droga przy jeziorze Jungfernsee, gdzie mur przebiegał w odległości dwóch kilometrów od właściwej granicy. W wielu miejscach przebiegała strefa graniczna przez dawne działki wodne, wskutek czego stawały się one niedostępne dla mieszkańców, jak np. na zachodnim brzegu Groß-Glienicker See i na południowym brzegu Griebnitzsee. W przypadku wód na obszarze wewnątrzmiejskim granica przebiegała wszędzie bezpośrednio po zachodnim lub wschodnim brzegu, i tam nie było żadnego oznakowania przebiegu granicy na wodzie. Właściwy mur stał także w tym przypadku na brzegu wschodnioberlińskim. Niemniej jednak akweny należące do Berlina Wschodniego były również patrolowane. Na bocznych kanałach sytuacja stawała się czasami niejasna. Niektórzy pływacy i żeglarze z Berlina Zachodniego przedostawali się przez pomyłkę lub wskutek lekkomyślności na obszar wschodniego Berlina i dostawali się pod ostrzał straży granicznej NRD. Zdarzały się wypadki śmiertelne.
W niektórych miejscach Sprewy ustawiono podwodne przeszkody przeciw pływakom. Uciekinierzy z NRD nie byli w stanie zorientować się, czy już znaleźli się w Berlinie Zachodnim, i po pokonaniu samego muru nadal byli zagrożeni przez ostrzał.

### Przejścia graniczne

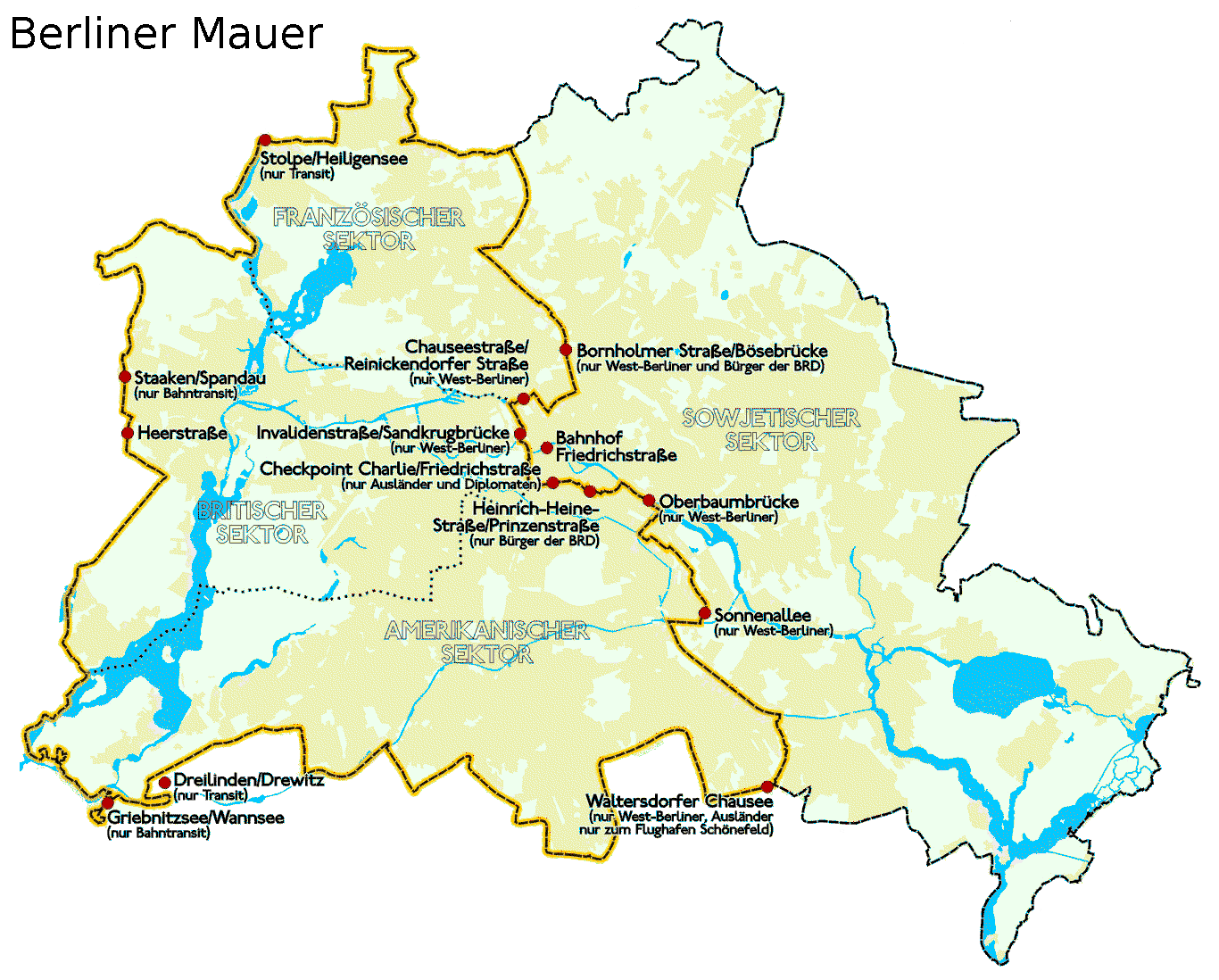
Przejścia graniczne

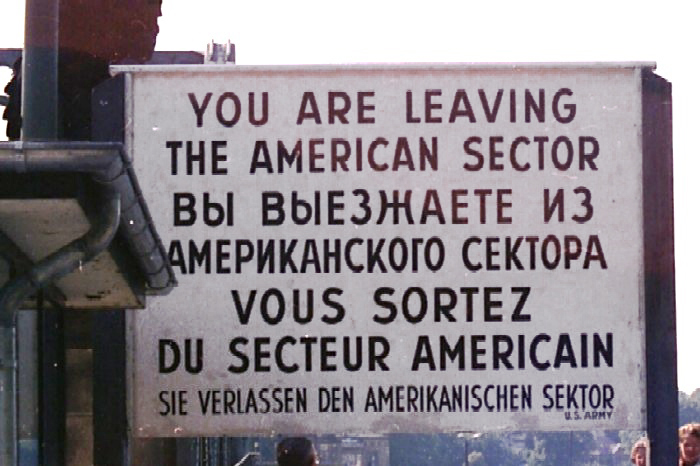
Tablica na granicy sektora, widziana od strony zachodniej

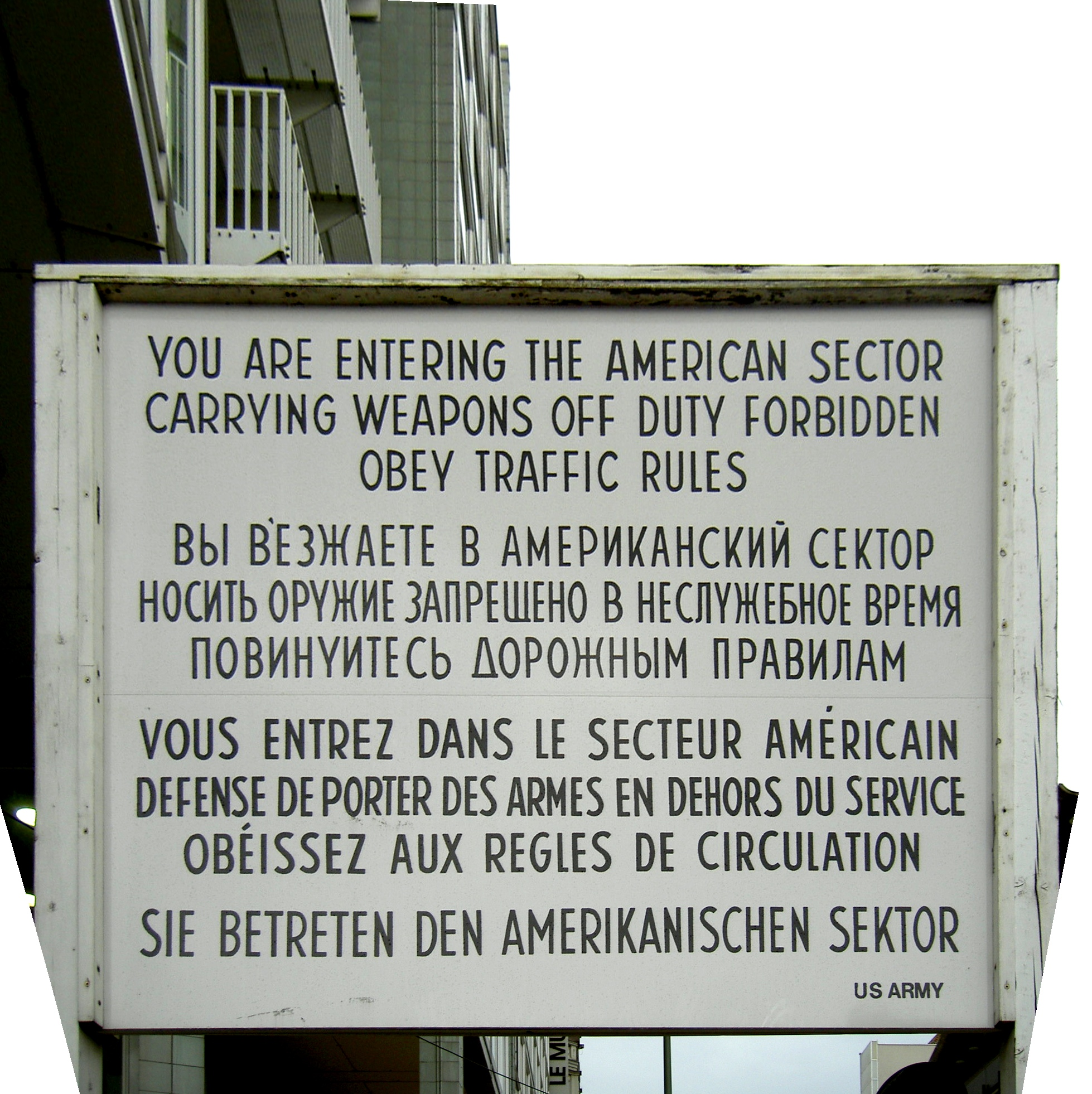
Tylna część tablicy

W Murze Berlińskim znajdowało się 25 przejść granicznych (GÜSt): 13 przejść drogowych, 4 kolejowe i 8 rzecznych, co stanowiło łącznie około 60% wszystkich przejść granicznych między NRD i RFN łącznie z Berlinem Zachodnim. Dla tranzytowego ruchu drogowego otwarte były tylko dwa przejścia graniczne: Dreilinden, do 1987 Staaken, później Heiligensee.
Miejsca przejść granicznych pomiędzy wschodnim a zachodnim Berlinem i terytorium NRD były po stronie NRD bardzo rozbudowane. Przy wjeździe i wyjeździe z NRD podróżni bywali niekiedy bardzo skrupulatnie kontrolowani. Za nadzór i bezpieczeństwo nad ruchem turystycznym, jak również za ściganie i aresztowania osób podejrzanych na terenie przejść granicznych, odpowiedzialne były Oddziały Kontroli Paszportowej (Passkontrolleinheiten) wydziału nr VI Ministerstwa Bezpieczeństwa Państwowego, umundurowane tak samo jak Straż Graniczna NRD. Współpracowały one ze Strażą Graniczną i pracownikami służby celnej prowadzącej kontrolę osób i towarów.
Po stronie zachodnioberlińskiej znajdowały się posterunki policji i służby celnej, lecz z reguły w ruchu osobowym nie dokonywano kontroli. Tylko w przypadku ruchu tranzytowego pytano dla celów statystycznych o cel podróży, okazjonalnie sprawdzano też w przypadku podejrzenia o przestępstwo. Ruch towarowy podlegał, tak samo jak w przypadku handlu z krajami obcymi, odprawom celnym. Transport towarów samochodami ciężarowymi pomiędzy Berlinem Zachodnim a Berlinem Wschodnim przez przejścia graniczne na terenie miasta był niemożliwy. W przypadku dostarczenia towaru zachodnioniemieckiego w Berlinie Wschodnim samochód ciężarowy nie mógł przejechać bezpośrednio do Berlina Zachodniego, tylko musiał jechać do jednego z dwóch przejść tranzytowych, Dreilinden lub Staaken (później Heiligensee), na zewnętrznej granicy Berlina Zachodniego. W związku z tym wyjeżdżało się z NRD, co powiązane było z gruntownym przeszukaniem samochodu ciężarowego.
Na przejściach berlińskich Checkpoint Bravo (Dreilinden) oraz Checkpoint Charlie (Friedrichstraße) władze okupacyjne wojsk alianckich urządziły punkty kontroli, które głównie wykorzystywane były przez dyplomatów lub obywateli obcych państw, natomiast w normalnym ruchu granicznym wewnątrzniemieckim nie miały większego znaczenia.
Wraz z wprowadzeniem unii walutowej w dniu 1 lipca 1990 wszystkie przejścia graniczne zostały zlikwidowane. Niektóre pozostałości przejść granicznych zachowano w celu upamiętnienia minionych czasów.

## Koszty
Budowa, bieżąca rozbudowa i utrzymanie pilnie strzeżonego muru stanowiły na przestrzeni dziesięcioleci poważne obciążenie finansowe NRD. Z poniesionych na przestrzeni lat 1961–1964 kosztów, w wysokości 1,822 miliarda marek wschodnioniemieckich, przeznaczonych na budowę i obsługę urządzeń granicznych, 22%, czyli 400 milionów marek przypadło na Mur Berliński.

## Ofiary i strażnicy muru

### Ofiary muru

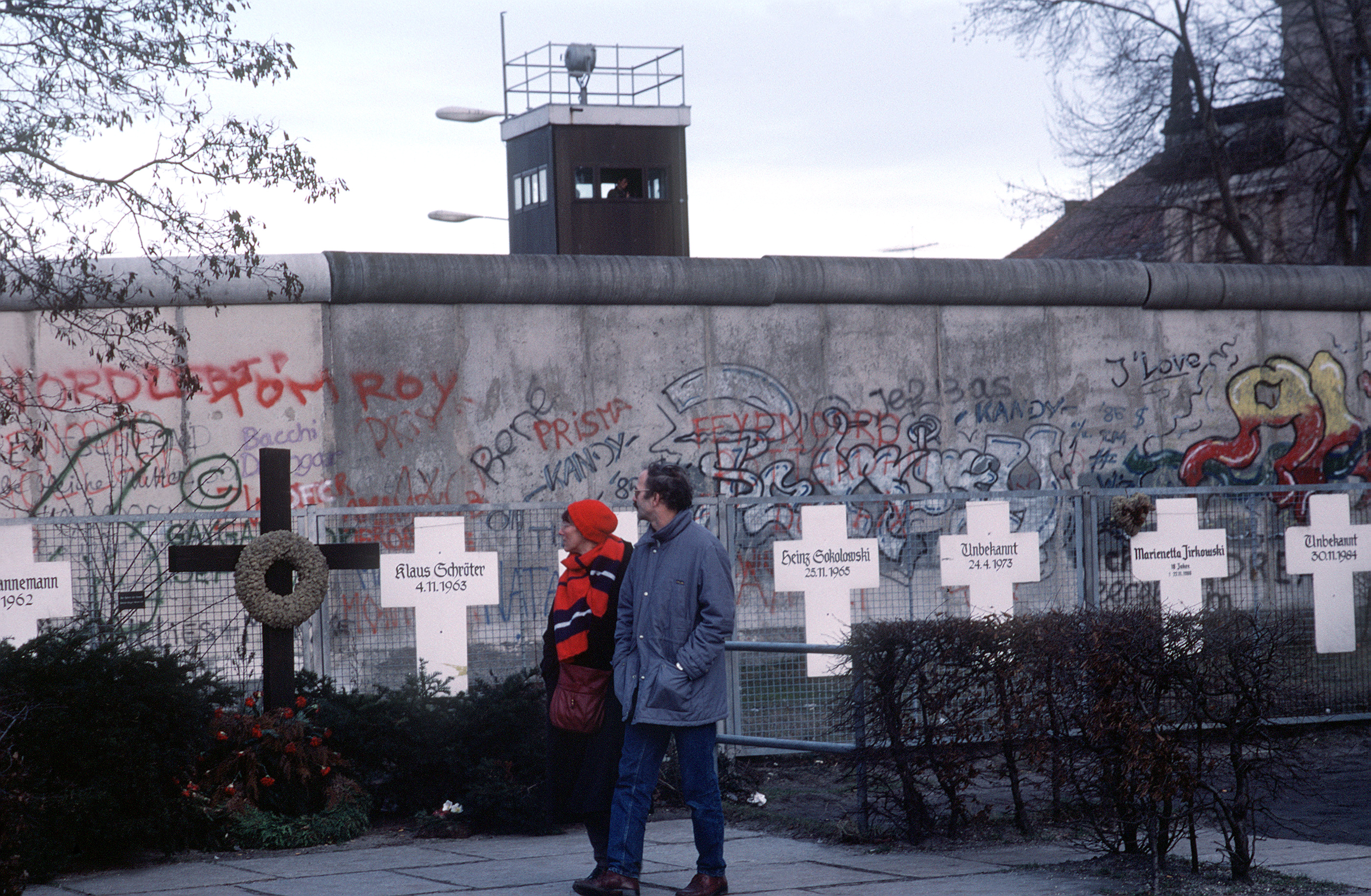
Symboliczne białe krzyże upamiętniające ofiary Muru Berlińskiego, styczeń 1990

Liczba ofiar muru pozostaje sporna. Nie udało się jej dokładnie ustalić, gdyż wypadki śmiertelne na granicy NRD były utajniane przez odpowiedzialnych urzędników państwowych NRD. Prokuratura berlińska podała w roku 2000 liczbę udowodnionych śmiertelnych ofiar przemocy przy Murze Berlińskim wynoszącą 86 osób. O trudności ustalenia prawdy świadczy fakt, że w latach 2000–2004 komisja robocza „13 sierpnia” skorygowała liczbę zabitych przy Murze Berlińskim z 238 do 190.
Od sierpnia 2005 pracuje, powołana przez Stowarzyszenie Muru Berlińskiego i Centrum Badań Historycznych w Poczdamie, komisja badawcza z celem ustalenia dokładnej liczby ofiar oraz udokumentowania i udostępnienia opinii publicznej przebiegu wydarzeń. W bilansie przejściowym z dnia 8 sierpnia 2006 stwierdzono, że na 268 zbadanych przypadków udowodniono dotychczas 125 przypadków śmiertelnych, spośród których 62 przypadki znajdują się na innych listach ofiar i dlatego należy je jednoznacznie wykluczyć spośród ofiar muru. 81 przypadków musi być dokładniej zbadanych. Połowa ofiar zginęła w pierwszych pięciu latach od wzniesienia muru, dwie trzecie do roku 1969. Większość ofiar stanowili młodociani i mężczyźni poniżej trzydziestego roku życia.
Po tej publikacji doszło do sporów o liczbę ofiar i metodę badań wypadków przy murze. Komisja robocza „13 Sierpnia”, która w międzyczasie powróciła do liczby 262 ofiar muru, zarzuciła komisji badawczej świadome zaniżanie liczby ofiar z powodów politycznych.
Komisji roboczej, w której badaniach – według własnego oświadczenia – nie uczestniczą historycy, zarzuca się natomiast, że umieściła na swoich listach wiele niewyjaśnionych przypadków, a także przypadki niezwiązane z murem lub którym w międzyczasie nawet zaprzeczono.
Pierwszą ofiarą muru była Ida Siekmann, która zginęła 22 sierpnia 1961 roku, wyskakując przez okno przy Bernauer Straße. Pierwsze śmiertelne strzały trafiły 24 sierpnia 1961 24-letniego Güntera Litfina, który został zastrzelony w pobliżu Humboldthafen przez policję kolejową podczas próby ucieczki. Peter Fechter wykrwawił się 17 sierpnia 1962 w tzw. Pasie Śmierci. W roku 1966 zabito dwoje dzieci w wieku 10 i 13 lat czterdziestoma strzałami. Ostatnią ofiarą śmiertelnych strzałów przy murze był Chris Gueffroy, w dniu 6 lutego 1989. Ostatni wypadek śmiertelny na granicy wewnątrzniemieckiej wydarzył się 8 marca 1989, gdy Winfried Freudenberg zginął przy próbie ucieczki wskutek defektu balonu.
Kilku żołnierzy Straży Granicznej zginęło podczas zajść przy murze. Najbardziej znany był przypadek Reinholda Huhna, zastrzelonego przez osobę pomagającą w ucieczce. Tego rodzaju przypadki były wykorzystywane propagandowo przez władze NRD jako uzasadnienie słuszności budowy muru.
Jedyną ofiarą Muru Berlińskiego spoza Niemiec był 24-letni Polak Franciszek Piesik, który utonął przy próbie ucieczki do Berlina Zachodniego w jeziorze Nieder Neuendorfer See pod Hennigsdorfem.
Do ofiar istnienia muru można też zaliczyć dzieci, które przypadkowo wpadły do Sprewy po stronie dzielnicy Kreuzberg, a rzeka w całości znajdowała się po stronie wschodnioberlińskiej dzielnicy Friedrichshain. Brak możliwości szybkiej reakcji z obu stron ze względu na obawę przekroczenia granicy i brak uregulowań prawnych w sytuacjach kryzysowych na wodach granicznych, doprowadził na początku lat 70. do śmierci kilkorga dzieci, w tym w roku 1972 8-letniego Cengavera Katrancı.
Według danych szacunkowych około 75 000 obywateli NRD stanęło przed sądami pod zarzutem próby ucieczki, za co według § 213 kodeksu karnego NRD groziła kara do 8 lat więzienia. W przypadku schwytania z bronią w ręku, uszkadzania urządzeń granicznych lub umożliwienia ucieczki członkom sił zbrojnych zasądzano co najmniej 5 lat więzienia. Osobom pomagającym w ucieczce groziło nawet dożywocie.

### Procesy strażników
Procesy sądowe, tzw. procesy strzelców przy Murze Berlińskim, trwały aż do jesieni 2004 roku. Na ławie oskarżonych zasiedli m.in. przewodniczący Rady Państwa Erich Honecker, jego następca Egon Krenz, członkowie narodowej rady obrony Erich Mielke, Willi Stoph, Heinz Keßler, Fritz Streletz, Hans Albrecht – sekretarz SED w Suhl oraz dowódca wojsk ochrony pogranicza w latach 1979–1990, generał Klaus-Dieter Baumgarten.
Oskarżeni strażnicy muru pochodzili głównie z jednostek armii NRD lub wojsk ochrony pogranicza. W sumie 35 oskarżonych uniewinniono, a 44 skazano na karę pozbawienia wolności w zawieszeniu; 11 oskarżonym, w tym Albrechtowi, Streletzowi, Keßlerowi i Baumgartenowi, wymierzono kary pozbawienia wolności od 4 lat i 6 miesięcy do 7 lat i 6 miesięcy. W sierpniu 2004 byli członkowie Biura Politycznego Hans-Joachim Böhme i Werner Lorenz zostali skazani przez sąd krajowy w Berlinie na kary pozbawienia wolności w zawieszeniu. Ostatni proces przeciwko wschodnioniemieckim strażnikom granicznym zakończył się wyrokiem skazującym w dniu 9 listopada 2004 r., dokładnie 15 lat po obaleniu muru.

## Upamiętnienie muru

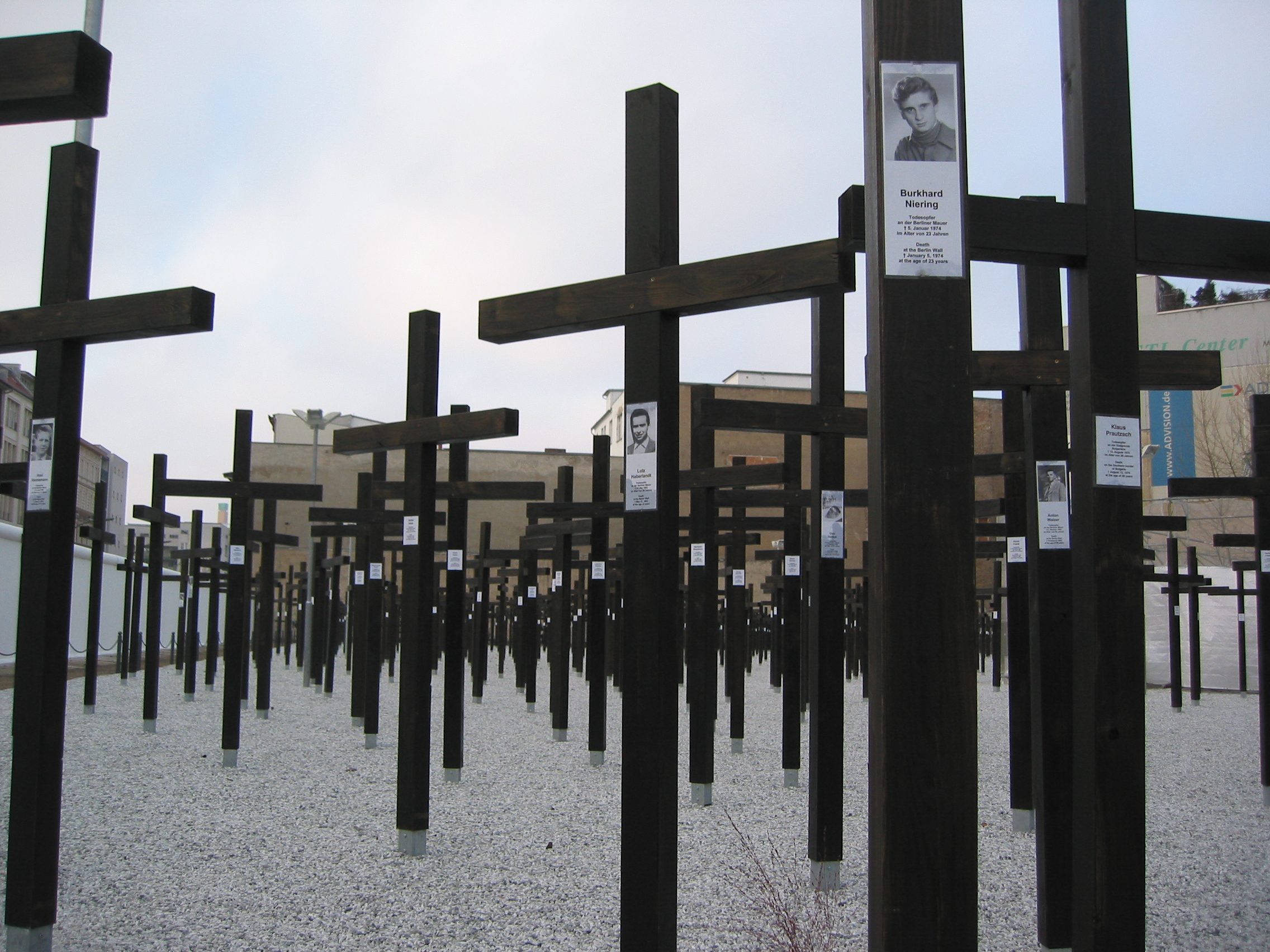
Ten pomnik nazwano później Pomnikiem Wolności

Dla upamiętnienia ofiar Muru Berlińskiego wzniesiono różne pomniki. Obok niewielkich krzyży i innych znaków pamięci o zastrzelonych uciekinierach, stanowiących często prywatne inicjatywy obywateli Berlina Zachodniego, istnieje szereg większych miejsc pamięci, jak np. Białe Krzyże na brzegu Sprewy w pobliżu Reichstagu.
O formach upamiętnienia toczono spory, jak np. w końcu lat 90. o miejscu pamięci przy Bernauer Straße. Najgorętsze spory toczyły się wokół tzw. pomnika wolności zbudowanego i później zburzonego w pobliżu Checkpoint Charlie. W odpowiedzi na stawiane Senatowi Berlina zarzuty braku ogólnej koncepcji powołano komisję, która wiosną 2005 przedstawiła podstawy koncepcji upamiętnienia muru. 20 czerwca 2006 Senat przedłożył rozwiniętą na tej podstawie „Koncepcję Ogólną Upamiętnienia Muru Berlińskiego”, przewidującą m.in. rozbudowę miejsca pamięci przy Bernauer Straße.

### Mauermuseum przy Checkpoint Charlie
W 1962 r. otwarto pod kierownictwem historyka Rainera Hildebrandta Mauermuseum (Muzeum Muru). Znajduje się ono obok dawnej granicy między częściami miasta. Obecnie jest ono prowadzone przez Arbeitsgemeinschaft 13. August. Należy ono do najczęściej odwiedzanych muzeów Berlina. Muzeum ukazuje sposoby zabezpieczenia granic w Berlinie oraz prowadzi dokumentację dotyczącą udanych ucieczek przez granicę, do umożliwienia których zostały użyte m.in. balony, samochody, wyciągi krzesełkowe, a nawet miniaturowa łódź podwodna. Obecną kierowniczką muzeum jest wdowa po założycielu – Alexandra Hildebrandt.

### Miejsce Pamięci Mur Berliński przy Bernauer Straße

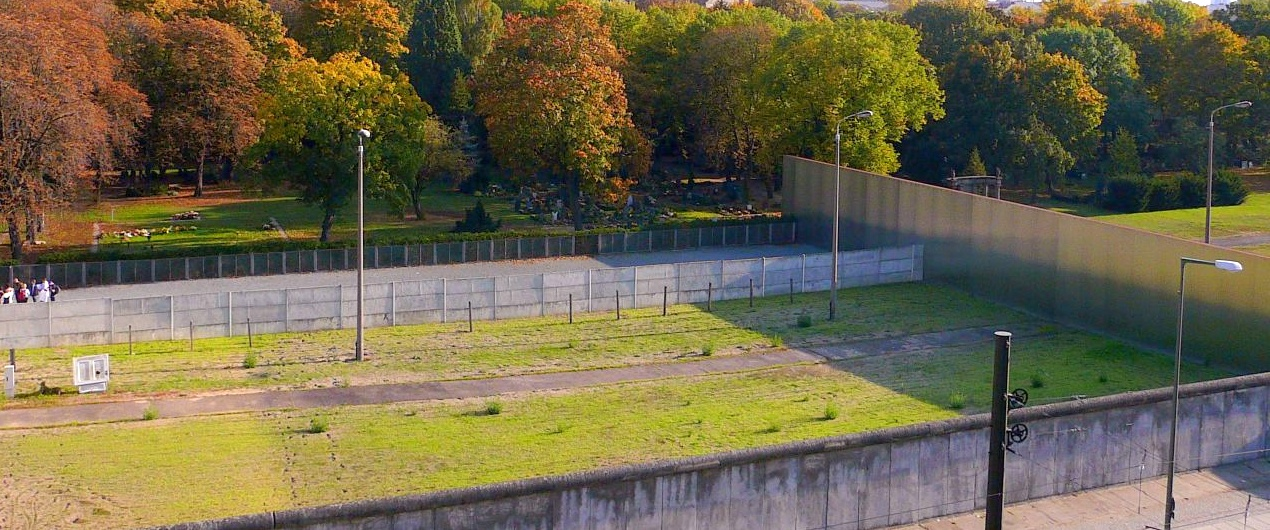
Gedenkstätte Berliner Mauer

Od końca lat 90. istnieje przy Bernauer Straße między dawnymi dzielnicami Wedding i Berlin-Mitte zespół poświęcony pamięci Muru Berlińskiego. Obejmuje on miejsce pamięci muru, centrum dokumentacji muru i Kaplicę Pojednania.
Zespół Pamięci powstał na podstawie konkursu rozpisanego przez Rząd Federalny i został otwarty 13 sierpnia 1998. Odtwarza na pierwotnym miejscu zrekonstruowany środkami artystycznymi odcinek muru. Centrum dokumentacji, prowadzone przez powołaną do tego celu organizację, zostało otwarte 9 listopada 1999. W roku 2003 powstała wieża widokowa, z której można dokładnie obejrzeć mury kompleksu pamięci. Obok aktualnej wystawy (od roku 2001 pod tytułem „Berlin, 13 sierpnia 1961”) udostępnione są różne informacje o historii muru. Poza tym odbywają się tu seminaria i inne imprezy. Kaplica Pojednania ewangelickiej Gminy Pojednania została otwarta 9 listopada 2000. Budowla wykonana w technice ubitej gliny na planie owalu wzniesiona jest na fundamentach prezbiterium wysadzonego w roku 1985 Kościoła Pojednania.
Opracowana przez Thomasa Flierla „Ogólna koncepcja upamiętnienia Muru Berlińskiego” przewiduje dalszą rozbudowę kompleksu pamięci przy Bernauer Straße z włączeniem części dawnej stacji kolejowej Stettiner Bahnhof przy Gartenstraße.

### Ścieżka Pamięci Muru Berlińskiego
Ścieżka Pamięci Muru Berlińskiego (Geschichtsmeile Berliner Mauer) jest stałą wystawą, zrobioną w 4 językach. Składa się z 21 tablic informacyjnych. Znajduje się po śródmiejskiej stronie dawnego muru i zawiera zdjęcia oraz teksty upamiętniające zdarzenia, które zaszły w danym miejscu (np. informacje na temat udanych lub nieudanych ucieczek). W 2006 poszerzono ją o dalsze tablice informacyjne.

### PanoramaMur(Die Mauer)

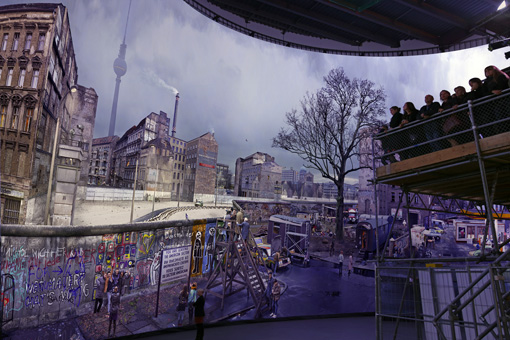
Panorama Mur. Foto T.Schulze

W rotundzie przy Checkpoint Charlie, zbudowanej specjalnie na potrzeby instalacji artystycznej, Yadegar Asisi stworzył panoramę Mur. Panorama przedstawia widok na Mur Berliński z widokiem na fortyfikacje graniczne i pas śmierci NRD.

## Pas graniczny dzisiaj

### Obecne wykorzystanie
Były pas graniczny jest nadal rozpoznawalny w wielu miejscach, częściowo jako duże puste przestrzenie przy Bernauer Straße i wzdłuż Kommandantenstraße, Alte Jakobstraße, Stallschreiberstraße, Alexandrinenstraße oraz Sebastianstraße. Szeroki pas będący pozostałością obszaru międzymurza jest obecnie nazywany pasem muru.
W gęsto zabudowanym centrum Berlina, poprzez sprzedaż i szybką zabudowę, pas został wykorzystany dla celów miejskich. Oprócz tego wykorzystano go do wielu różnych celów. W części zwanej Prenzlauer Berg obszar muru jest wykorzystywany jako parking. Na obszarze Teltowkanal został przekształcony w część autostrady 113 prowadzącej do lotniska Berlin-Schönefeld.
Spory wokół zwrotu terenu zajętego przez mur nie są jeszcze zakończone. Właściciele terenów późniejszego muru zostali po jego budowie wywłaszczeni, a mieszkańcy wysiedleni. Kwestia zwrotu nieruchomości i odszkodowań nie została uregulowana w podpisanym 31 sierpnia 1990 traktacie zjednoczeniowym. Dopiero w ustawie z 15 lipca 1996 określono, że byli właściciele mogą odzyskać utracone mienie, gdy wpłacili 25% obecnej wartości nieruchomości i nie są one wykorzystywane na pilne potrzeby publiczne lub nie są przekazywane w interesie publicznym osobom trzecim. W tym przypadku byłym właścicielom przysługuje odszkodowanie w wysokości 75% wartości nieruchomości.

### Berliner Mauerweg
Berliner Mauerweg przebiega wzdłuż pasa muru wokół całej zachodniej części Berlina. Ta ścieżka pieszo-rowerowa wzdłuż 160-kilometrowej trasy byłych umocnień granicznych jest prawie całkowicie wyasfaltowana i wiedzie głównie przez byłe ścieżki patroli.

### Pozostałości muru po jego zburzeniu
Do dziś w wyjściowych miejscach zachowały się trzy kawałki muru. Wszystkie z nich znajdują się w dzielnicy Mitte:
- Najdłuższy zachowany kawałek muru stoi przy Bernauer Straße, znajduje się w nim jednak wiele wyłomów, przez co nie jest ciągły. Wschodnia część tego muru zintegrowana została ze znajdującym się tam miejscem pamięci. Z tego powodu przywrócono jego oryginalny wygląd. Graffiti i ślady działalności tzw. Mauerspechtów(inne języki) zostały usunięte.
- Fragment o podobnej długości, lecz będący podzielony tylko niewielką ilością drobnych wyłomów, stoi przy Niederkirchnerstraße, na obszarze wystawy Topografia Terroru, na wprost gmachu ministerstwa finansów. W 1990 objęto go ochroną zabytków.
- Trzeci zachowany fragment muru także znajduje się pod ochroną. Ten kawałek ma około 15 metrów długości i znajduje się przy Liesenstraße.

Zachowało się znacznie więcej fragmentów tzw. Hinterlandmauer, który zamykał obszar graniczny od strony Berlina Wschodniego. Stoją one zazwyczaj poza ulicami i placami, przez co nie przeszkadzały przy budowach w okresie pozjednoczeniowym. Te części znajdują się tylko częściowo pod ochroną. Miejsca, w których Hinterlandmauer osiągał taką samą wysokość jak mur główny, są dziś często mylnie uważane za części tego drugiego.
Dotyczy to zarówno fragmentów przy Placu Poczdamskim, jak i najbardziej znanych kawałków w ogóle. Znajduje się przy Mühlenstraße wzdłuż Sprewy, między Dworcem Wschodnim a mostem Oberbaumbrücke. Ten fragment został oddany do dyspozycji artystom z całego świata na potrzeby East Side Gallery, a w 1991 został objęty ochroną zabytków. W tym miejscu nie było muru, jako że granica przebiegała po przeciwległym brzegu Sprewy.

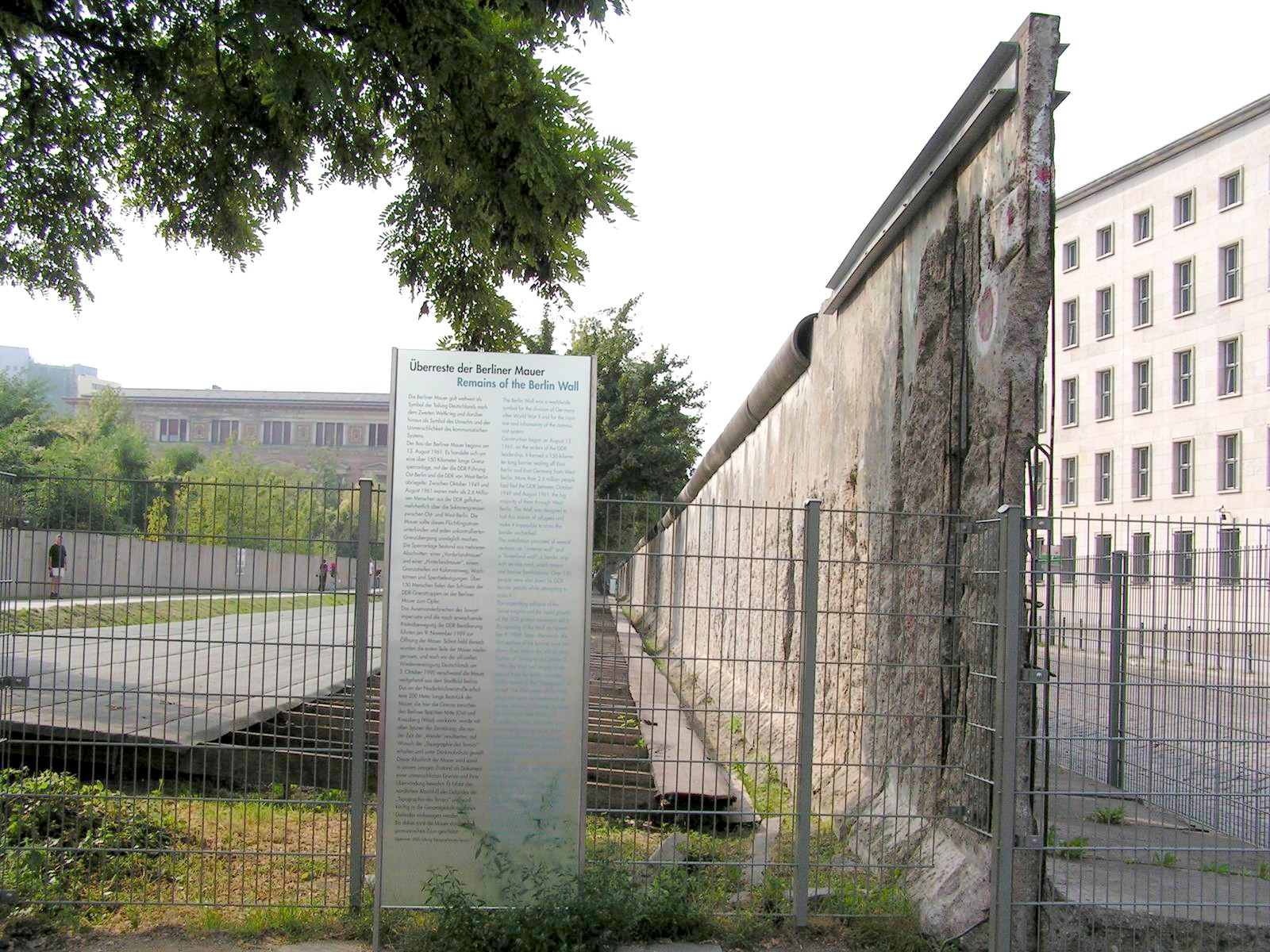
Pozostałość muru przy ulicy Niederkirchnerstraße

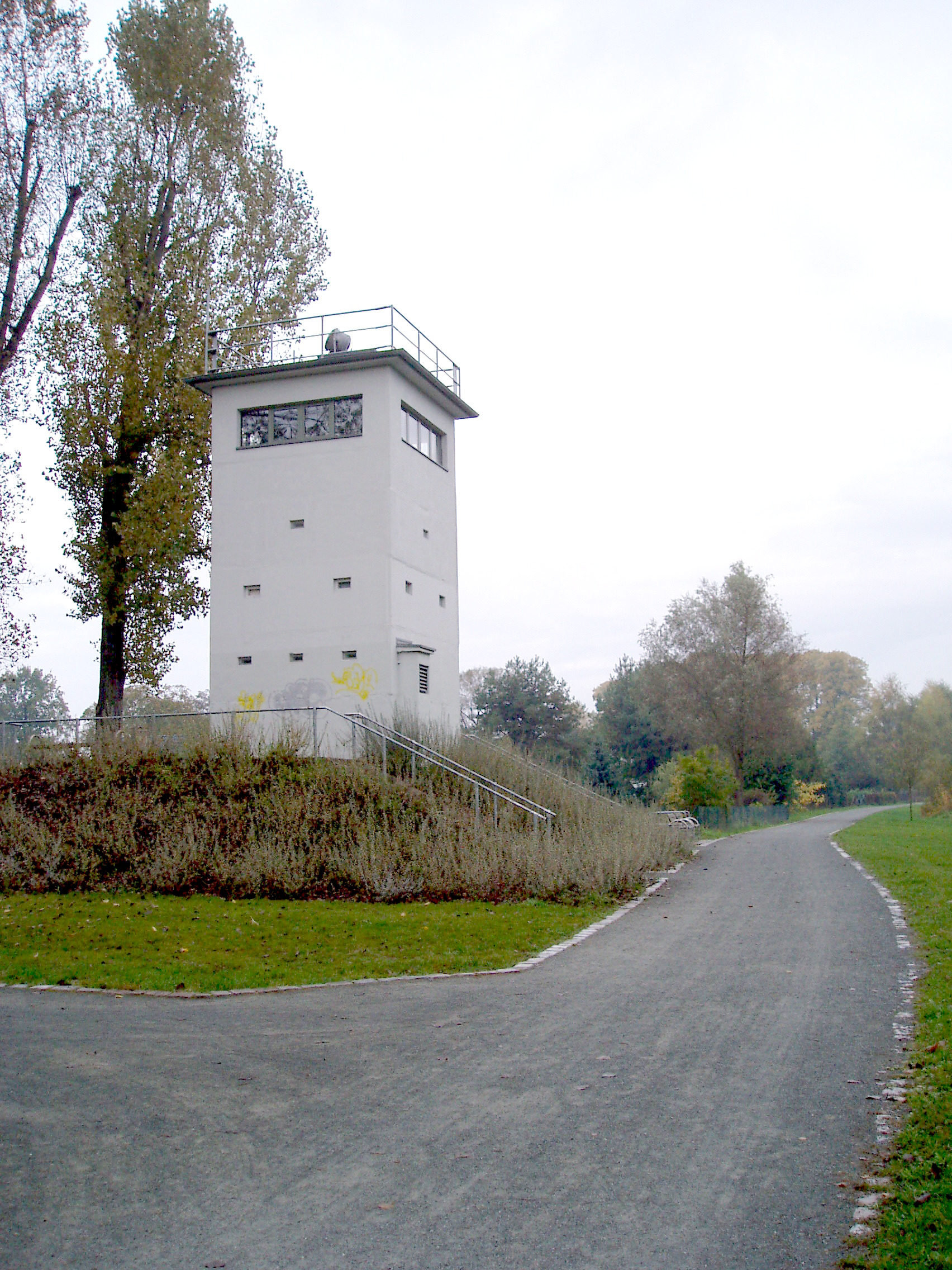
Wieża wartownicza w Nieder-Neuendorf

Inne pozostałości po Hinterlandmauer znajdują się przykładowo w Parku Muru (Mauerpark), koło Bernauer Straße, na terenie dawnego Dworca Szczecińskiego (obecnie Berlin Nordbahnhof), i na Cmentarzu Inwalidów (Invalidenfriedhof). Na niezabudowanym terenie w pobliżu dawnego przejścia granicy na Chausseestraße znajduje się fragment Hinterlandmauer, z zachowaną oryginalną bramą wjazdową na obszar graniczny. Jako że ani mur, ani brama nie znajdują się pod ochroną konserwatorską, oba obiekty są w bardzo złym stanie.
Z 302 wieżyczek strażniczych do dziś przetrwało pięć:
- Przy „Schlesisches Busch” w dzielnicy Treptow w pobliżu alei Puszkina – stoi ona w parku, który powstał z przekształconego kawałka pasa granicznego przy Lohmühleninsel(inne języki). Obecnie służy jako „Muzeum sztuki zabronionej”.
- Na Kieler Straße w dzielnicy Mitte – wieża jest pod ochroną zabytków, a z trzech stron otacza ją nowa zabudowa.
- Jedyna z wyraźnie węższych wież stoi przy Stresemannstraße w pobliżu Placu Poczdamskiego. Z powodu robót budowlanych przesunięto ją o kilka metrów od oryginalnej pozycji.
- Trochę na południe od Nieder-Neuendorf, dzielnicy Hennigsdorfu – obecnie znajduje się tutaj „Ciągła wystawa na temat historii urządzeń granicznych między oboma państwami niemieckimi”.
- Przy Hohen-Neuendorf – wieża znajduje się na nowo zalesionym, dawnym pasie granicznym i wraz z pobliskim terenem jest wykorzystywana przez Deutsche Waldjugend(inne języki).

W latach 90. XX w. berlińscy politycy prowadzili dyskusję na temat różnych sposobów uwidocznienia i zaznaczenia dawnego przebiegu muru. Zaproponowano na przykład: wpuszczony w nawierzchnię ulic podwójny rząd kostki brukowej, pas brązu, bądź też oznaczenie obydwu murów (właściwego oraz Hinterlandmauer) poprzez różnokolorowe pasy.
Wszystkie trzy warianty zostały zaprezentowane przy berlińskiej Izbie Deputowanych na krótkim odcinku. W efekcie końcowym przebieg muru, głównie w centrum miasta, zaznaczono na wielu odcinkach o łącznej długości około 8 km, poprzez podwójną linię kostki brukowej.

### Fragmenty Muru Berlińskiego wywiezione z Berlina
Największy fragment Muru Berlińskiego znajduje się w Polsce, na Dolnym Śląsku, we wsi Sosnówka koło Oleśnicy. Znajduje się tam około 25 kawałków betonowych bloków z namalowanym graffiti. Kolekcja jest własnością Polaka, lekarza pracującego w Berlinie.
Niektóre fragmenty muru usytuowane są obecnie w różnych miejscach świata. Amerykańskie służby specjalne CIA m.in. zamówiły do swojego nowo budowanego ośrodka w Langley w Wirginii jeden z artystycznie ozdobionych betonowych bloków dzielących dawniej niemiecką stolicę. Kolejne części muru można oglądać w Haus der Geschichte w Bonn oraz na Königinstraße w monachijskim Ogrodzie Angielskim. Inne znajdują się w Muzeum Pokoju we francuskim Caen, u wejścia na teren bazyliki w Fátimie, w Imperial War Museum w Londynie czy w Ogrodach Watykańskich, gdzie umiejscowiono fragmenty muru z namalowanym berlińskim kościołem św. Michała.

### Królik po berlińsku
Królik po berlińsku (ang. Rabbit a la Berlin, niem. Mauerhase) to powstały w 2009 roku polsko-niemiecki film dokumentalny, opowiada o tysiącach dzikich królików, które zamieszkiwały strefę śmierci Muru Berlińskiego w trakcie 28 lat jego istnienia. Nominowany do Oscara w kategorii najlepszy krótkometrażowy film dokumentalny.

### Sondaże
Niewielka mniejszość nadal popiera budowę muru, a nawet jego odbudowę. W sondażu z 2008 roku 11% uczestników z byłego Berlina Zachodniego i 12% z byłego Berlina Wschodniego stwierdziło, że byłoby lepiej, gdyby mur pozostał na swoim miejscu.
Sondaż z listopada 2009 roku wykazał, że 12% Niemców opowiedziało się za odbudową muru. Sondaż wykazał również, że w byłych krajach związkowych Niemiec Zachodnich poparcie wyniosło 12%, a w byłych krajach związkowych Niemiec Wschodnich – 13%. Sondaż z września 2009 roku wykazał, że 15% Niemców popiera budowę muru, podczas gdy na zachodzie Niemiec – 16%, a na wschodzie – 10%.
Z sondażu przeprowadzonego w 2010 r. przez Emnid dla Bild wynika, że 24% Niemców z Niemiec Zachodnich i 23% Niemców z Niemiec Wschodnich chciałoby, aby mur pozostał na swoim miejscu.
Sondaż przeprowadzony w 2019 roku przez „Berliner Zeitung” z okazji 30. rocznicy powstania miasta wykazał, że 8% berlińczyków popierało pomysł, gdyby mur nadal stał. Zdecydowana większość berlińczyków, bo aż 87%, poparła jednak jego zburzenie. Sondaż wykazał również, że 28% zwolenników AfD i 16% zwolenników FDP poparło odbudowę muru. Sondaż Yougov z 2019 r. wykazał, że 13% Niemców chce powrotu muru, na zachodzie kraju poparcie wyniosło 14%, a na wschodzie 13%.
Z sondażu przeprowadzonego w 2019 roku przez Instytut Forsa wynika, że 35% berlińczyków uważa, że budowa muru nie była aż tak zła.

## Galeria

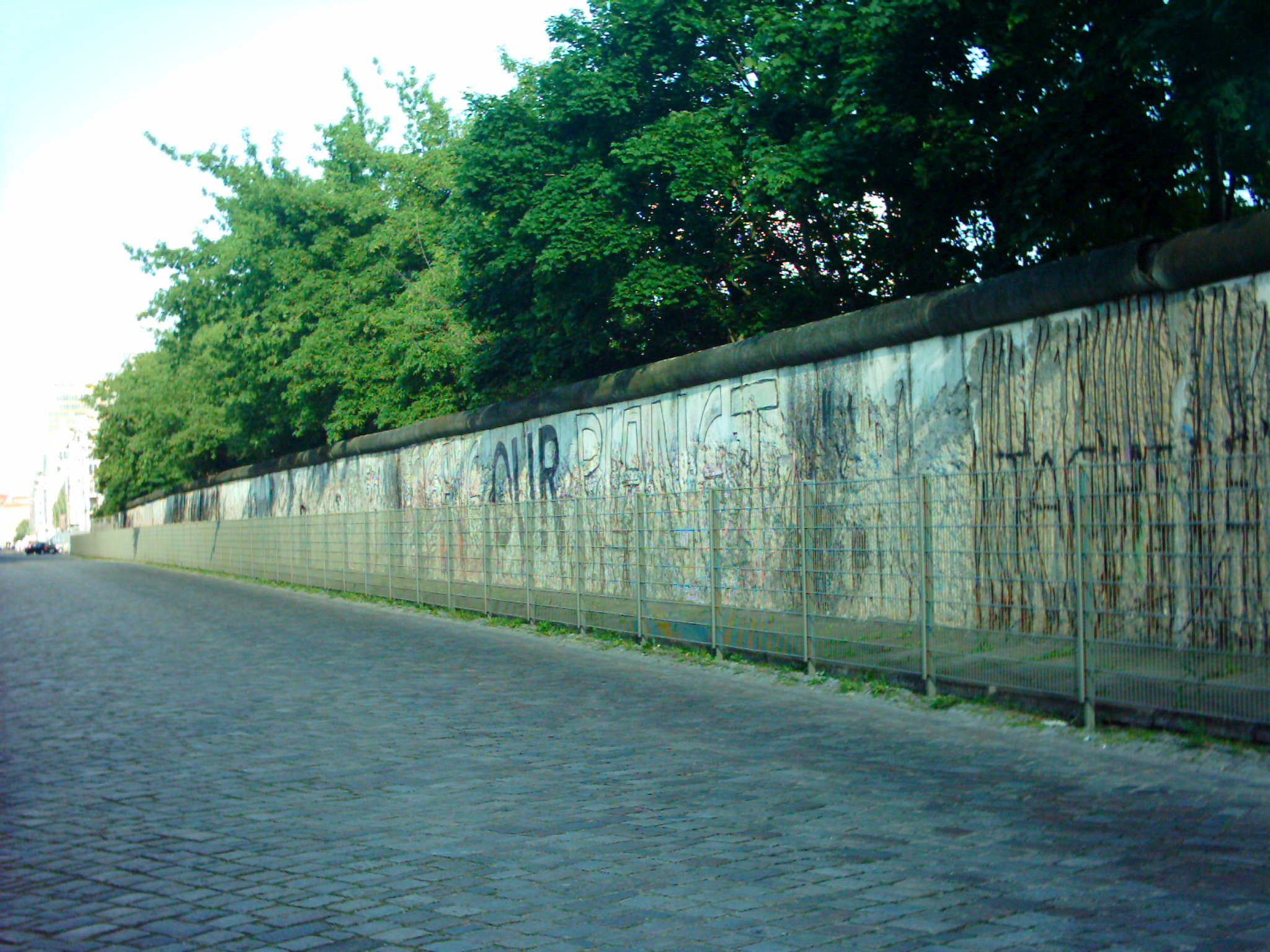
Zachowana część muru przy Niederkirchnerstraße
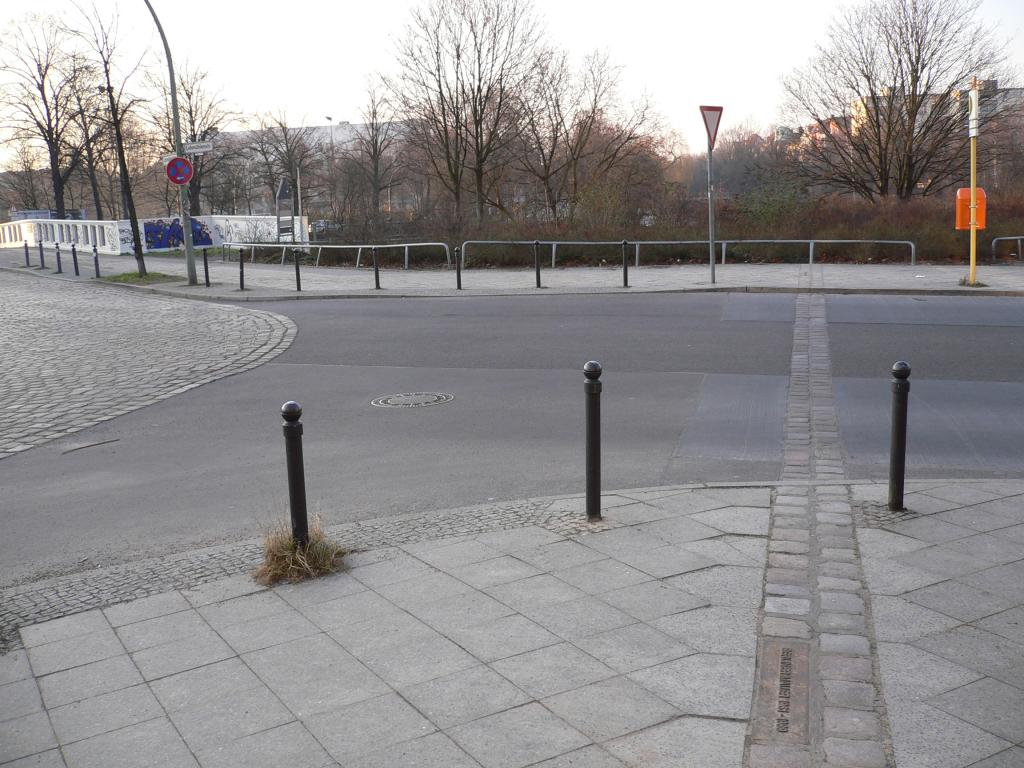
Oznaczenie przebiegu muru przy moście Lohmühlenbrücke
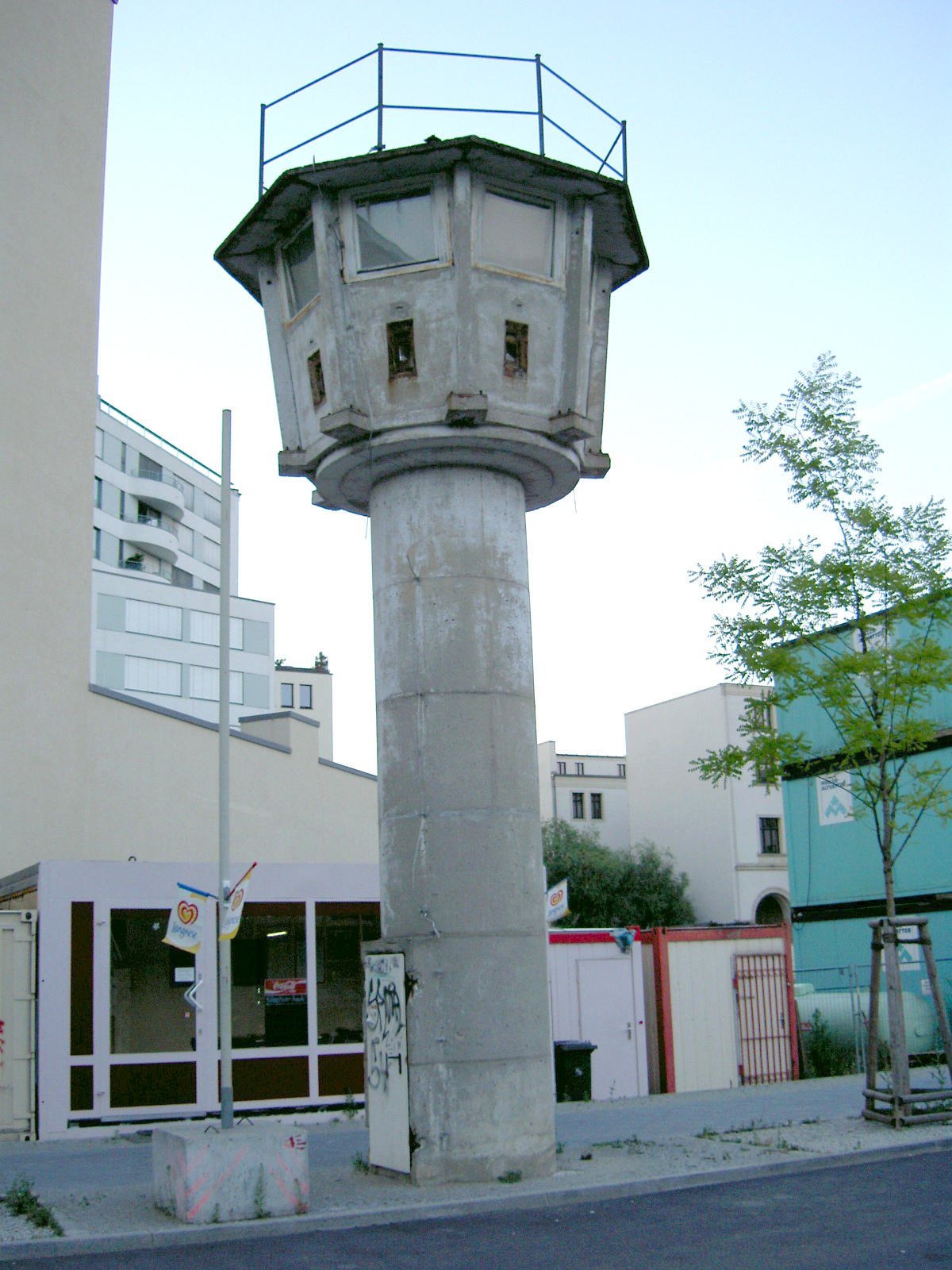
Wieża wartownicza typ BT-11 w byłej „strefie śmierci”
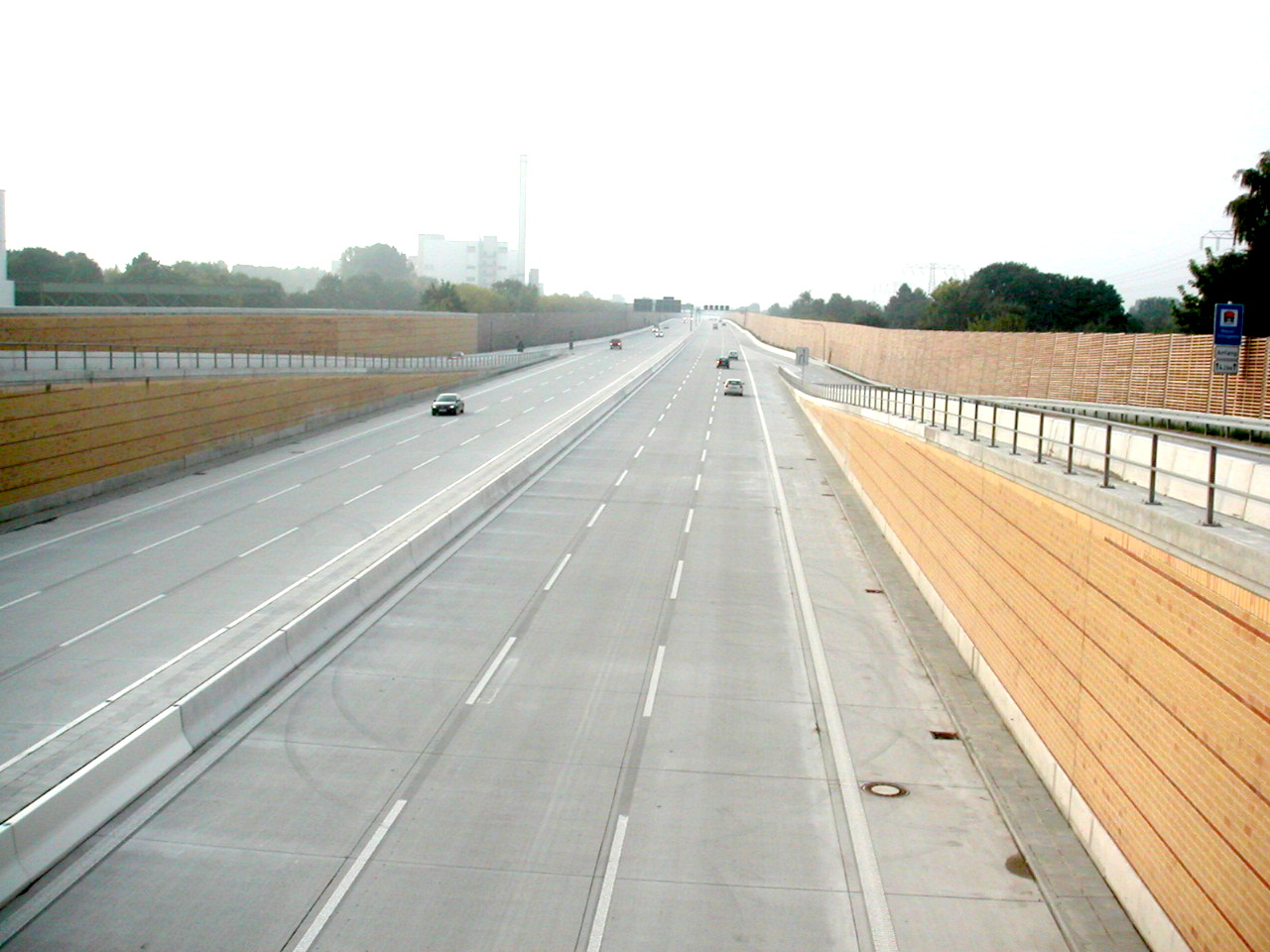
Nowa autostrada A113, wybudowana w miejscu przebiegu muru, na południu Berlina
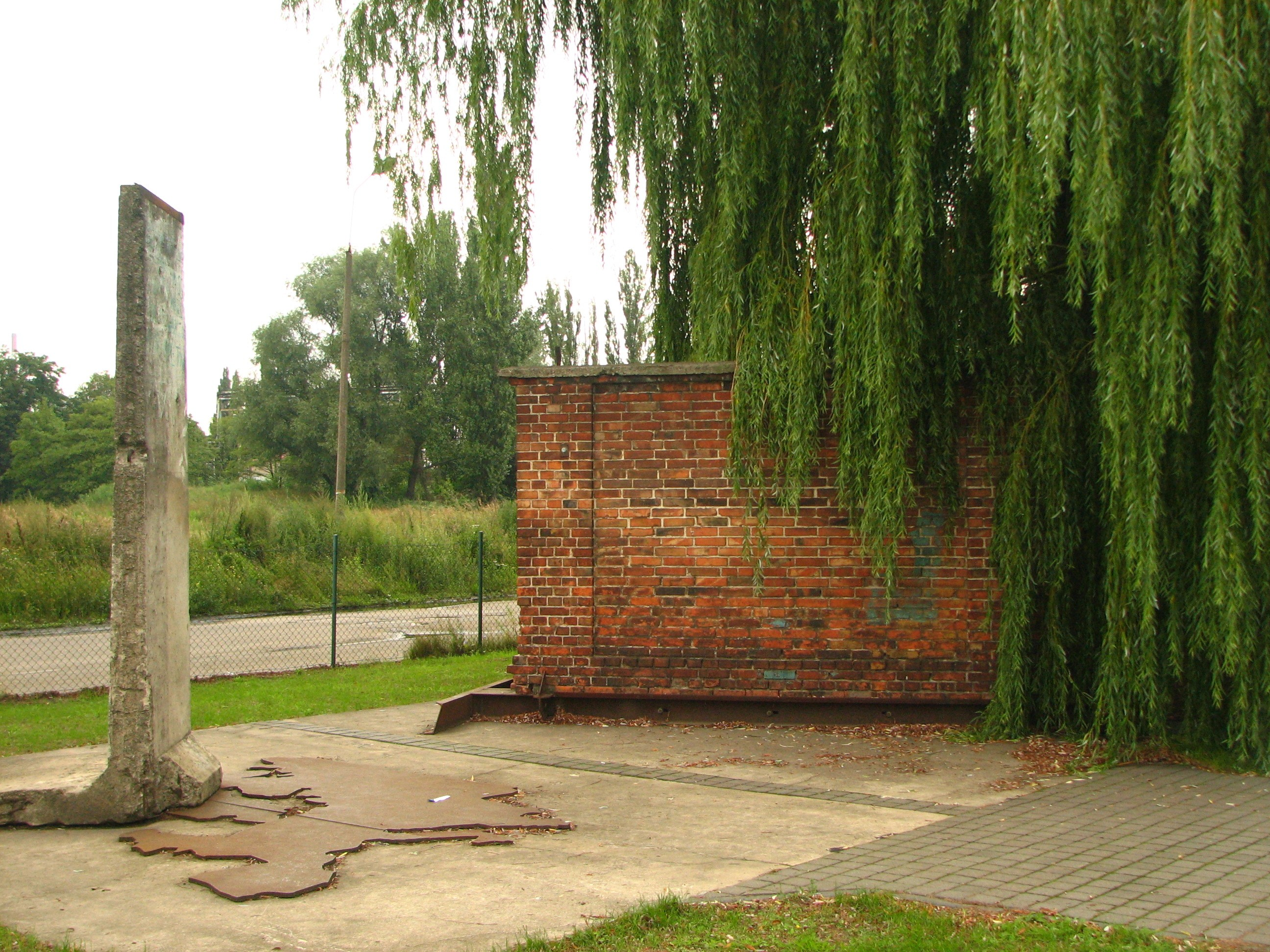
Fragmenty murów: berlińskiego i okalającego Stocznię Gdańską
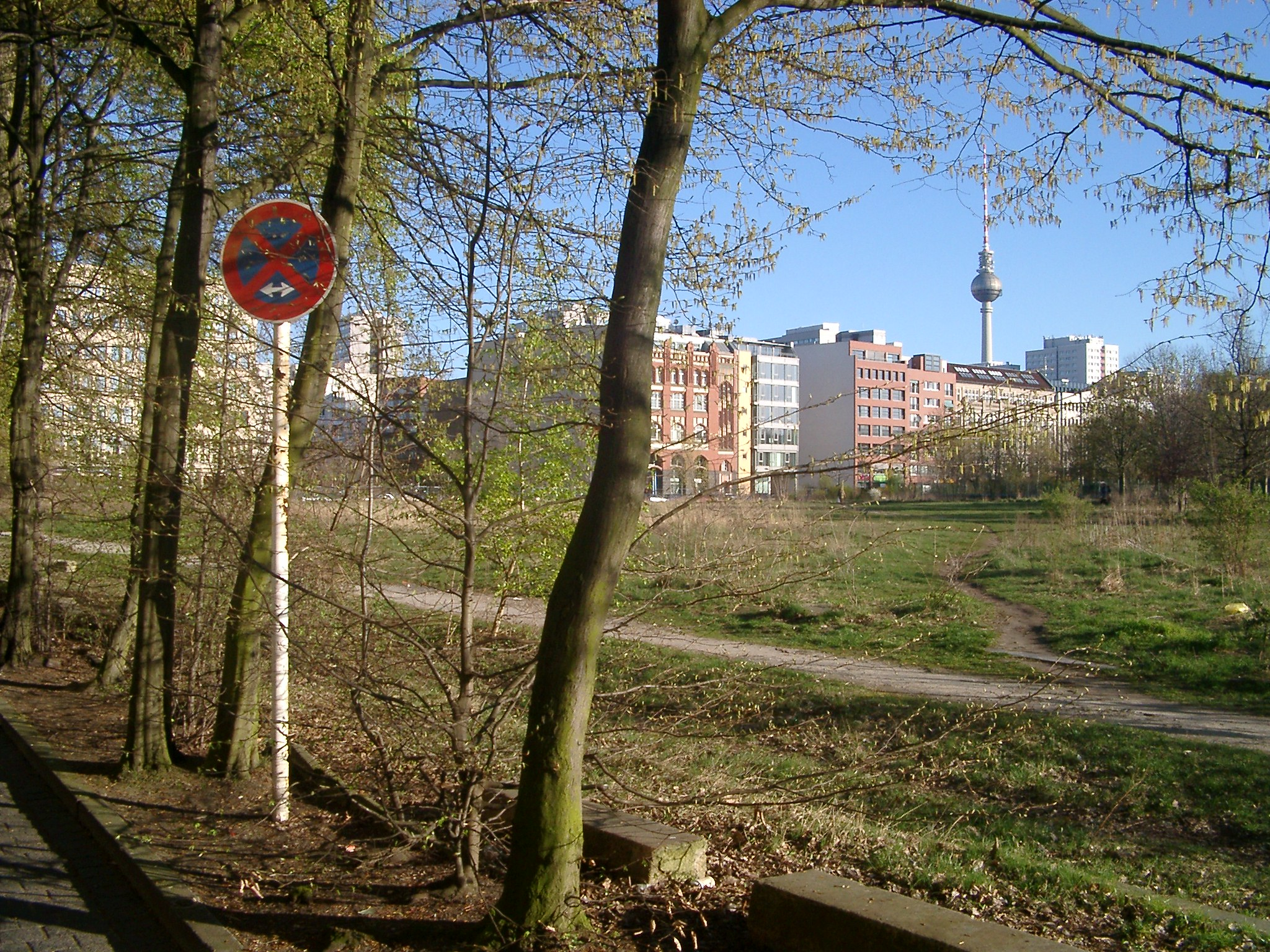
Miejsce, gdzie znajdował się mur (Berlin-Mitte, 2007)
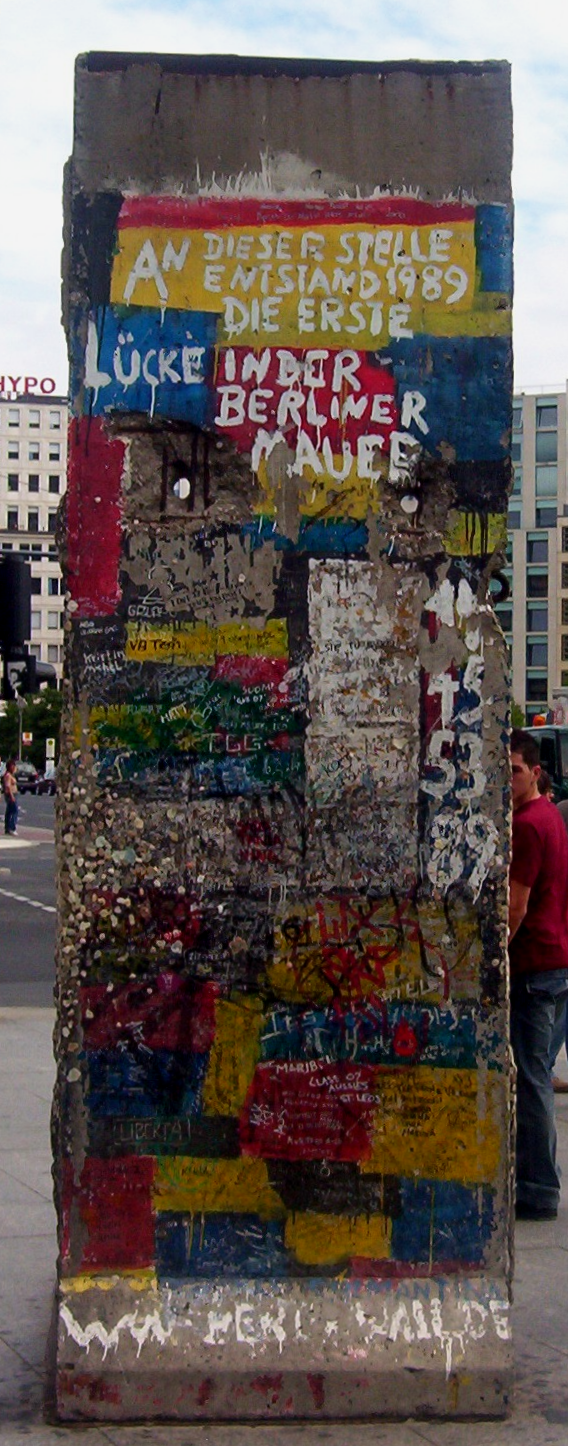
Pozostałości muru przy placu Poczdamskim – tu powstał w 1989 pierwszy wyłom w murze
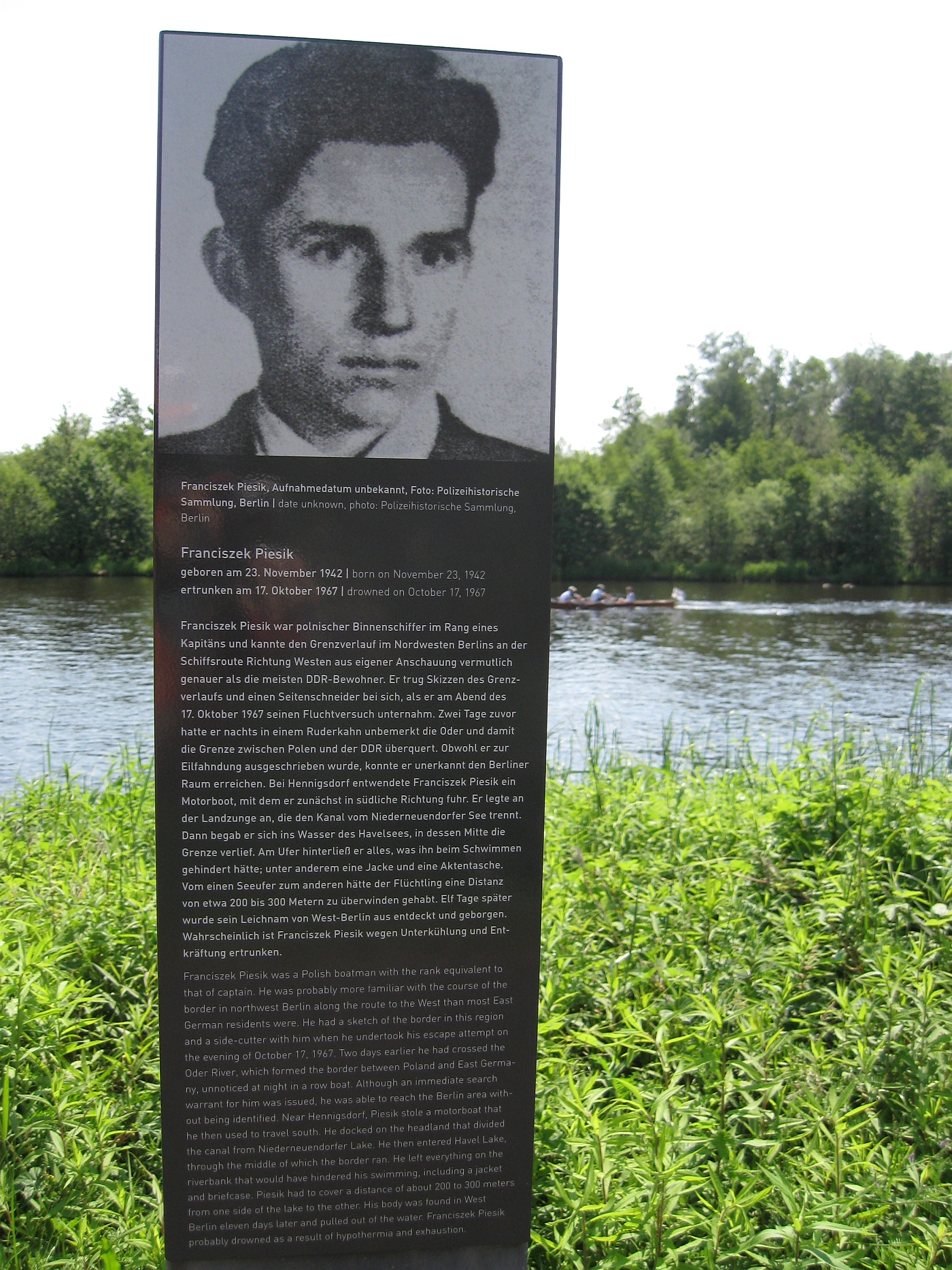
Stela pamięci poświęcona polskiej ofierze Muru Berlińskiego, Franciszkowi Piesikowi